# 芬蘭—北約關係

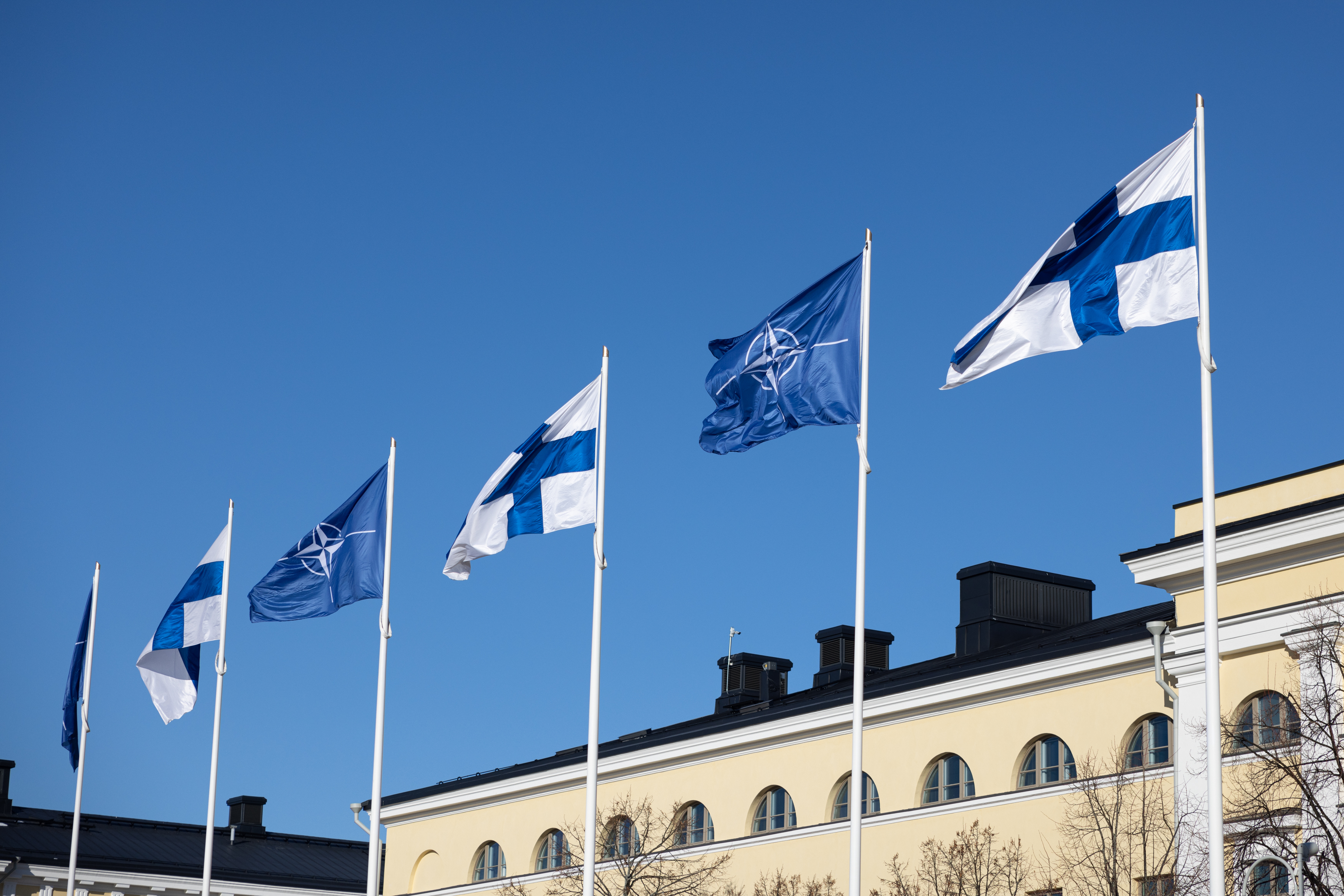
在芬兰外交部外飄揚的芬蘭國旗與北約旗幟。

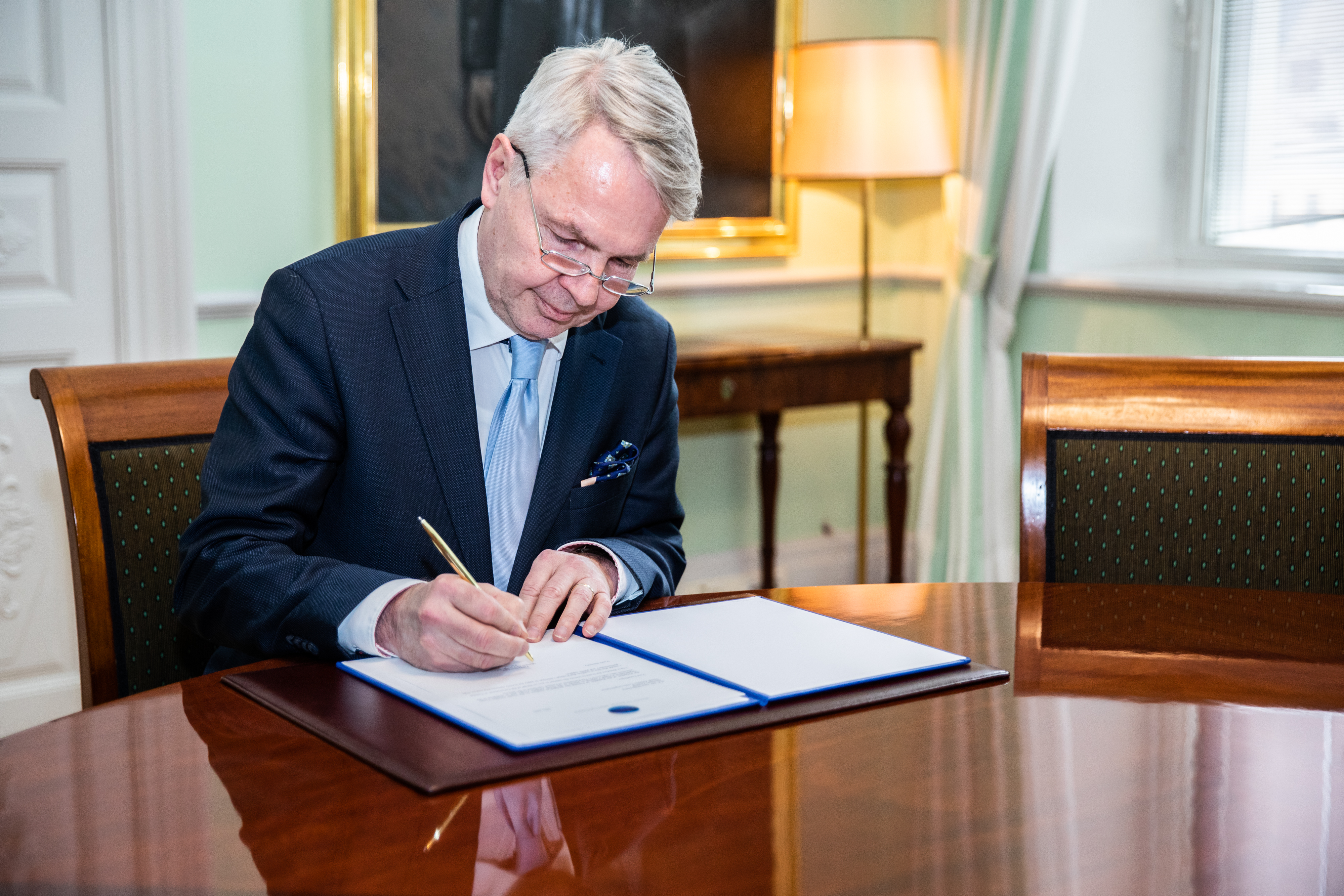
2022年，芬蘭外交部長佩卡·哈維斯托簽署芬蘭的北約入盟申請。

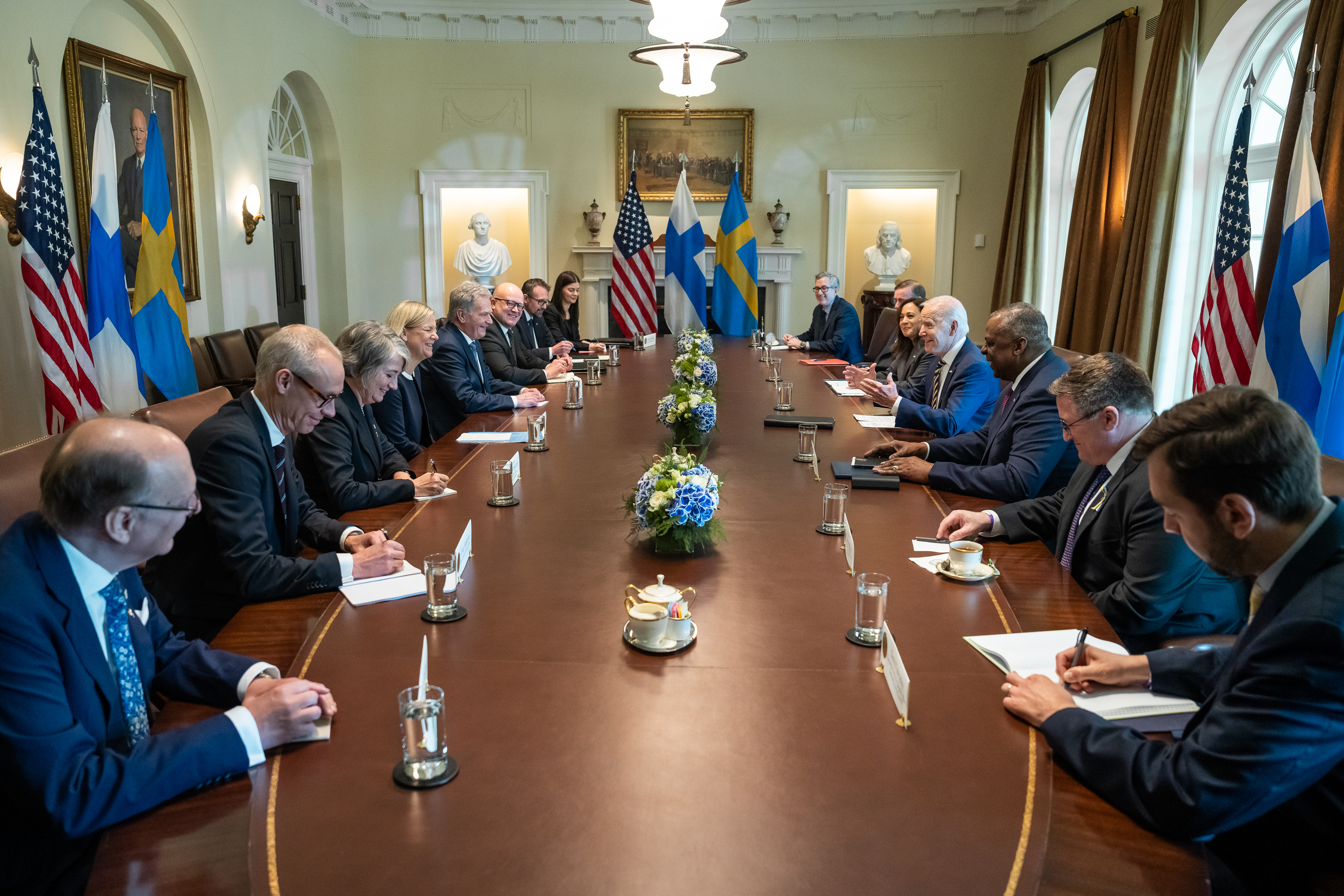
美國總統乔·拜登和副總統賀錦麗一起歡迎芬蘭總統绍利·尼尼斯托和時任瑞典首相玛格达莱娜·安德松到華盛頓討論瑞典和芬蘭的北約入盟申請。

2023年4月4日，芬蘭成為北約的正式成員國。雙方的關係始芬蘭於1994年加入和平夥伴關係計劃（PfP），之後於隔年加入了成員國與北約大部分重疊的歐盟。
由於與俄羅斯的複雜關係，芬蘭歷來在兩大集團間保持中立立場，而是否加入北約一事自冷戰結束以來一直是芬蘭國內爭論不休的話題，直到2022年俄羅斯入侵烏克蘭後，芬蘭國內輿論轉向支持加入北約，該國也於同年5月18日正式向北約提交入盟申請。
2022年7月5日，北約簽署了芬蘭加入該組織的加入議定書。30個成員國中的28國都在2022年9月前批准了入盟議定書，剩餘兩國匈牙利和土耳其則拖到2023年4月上旬才批准。芬蘭早就是符合北約自由、法治透明要求的人權國家，因此很快在2023年4月4日峰會期間正式成為北約成員，完成了北約史上最快的入盟流程。芬蘭與俄羅斯長達1340公里的邊界也讓北約與俄羅斯的邊界增加了一倍以上。

## 歷史
在二戰中後期，芬蘭原先在继续战争中與納粹德國結盟以對抗苏联，然而由於德國在入侵蘇聯戰爭中開始節節敗退，芬蘭便與蘇聯議和並與德國斷絕關係。二戰之後，芬蘭在外交政策上遵循著巴錫基維–吉科寧路線，以確保毗鄰共產蘇聯的芬蘭能以奉行资本主义的民主主權國家繼續存在。此一政策是與蘇聯保持足夠良好的關係來避免與彼此發生戰爭為目的，也因此芬蘭政府在許多事物上都得與蘇聯妥協，比如被迫拒絕美國馬歇爾計劃的經濟援助。在這之後芬蘭與蘇聯簽訂了YYA條約，正式確立了兩國的外交關係。在冷戰期間，芬蘭遵循著「芬蘭化」政策，即芬蘭在名義上保持其內政獨立，但其國際事務上須順從蘇聯，以免與其發生衝突。其結果造就芬蘭在大国競爭之間保持中立姿態，既不加入北約、欧洲各共同体等西方民主國家在戰後成立的組織，也不加入由蘇聯領導的華沙公約組織。在冷戰高峰時期，芬蘭政府開始努力提高國防能力，以確保對任何潛在的入侵具有強大的威懾力。從1968年開始，芬蘭政府採用了領土防禦政策，即利用大片土地來拖延和消耗潛在的侵略者。與之相輔相成的是全面防衛的概念，即在危機時刻動用社會一切資源進行國防建設。

### 芬蘭入盟前的合作

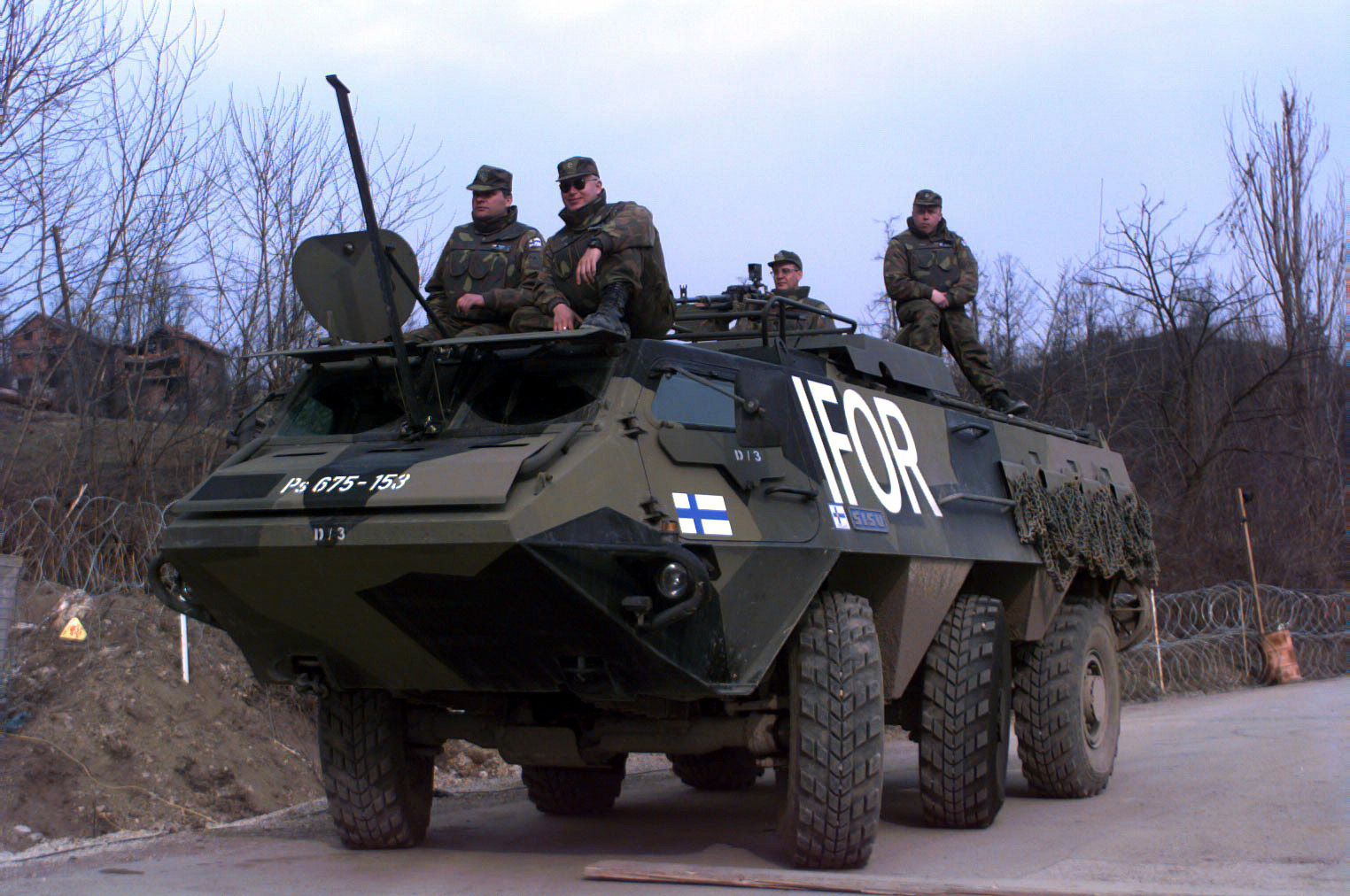
1996年，芬蘭執行部隊在Patria Pasi裝甲車上。

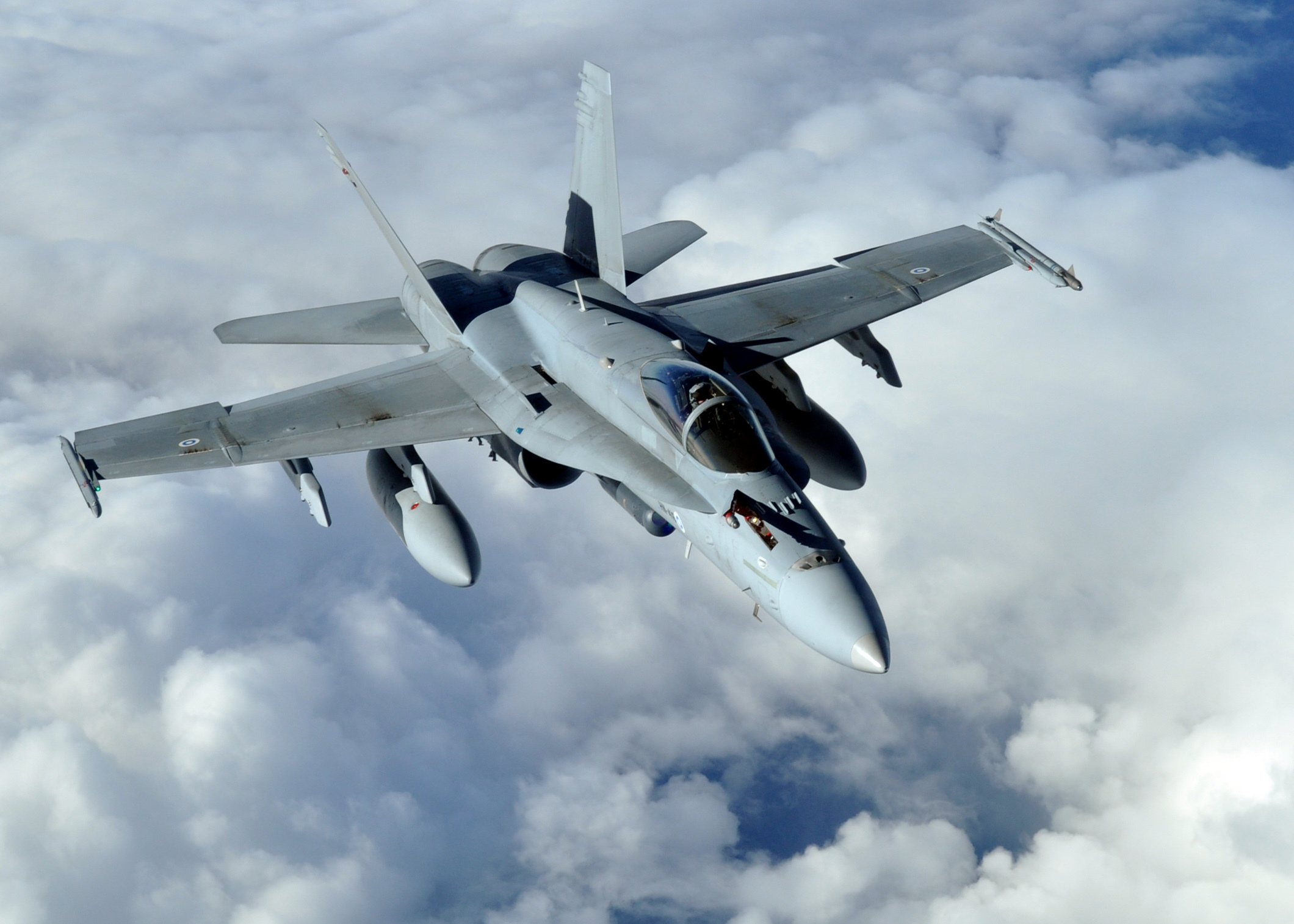
芬兰空军的F/A-18黃蜂式戰鬥攻擊機，預計2026年初由F-35閃電II戰鬥機取代。

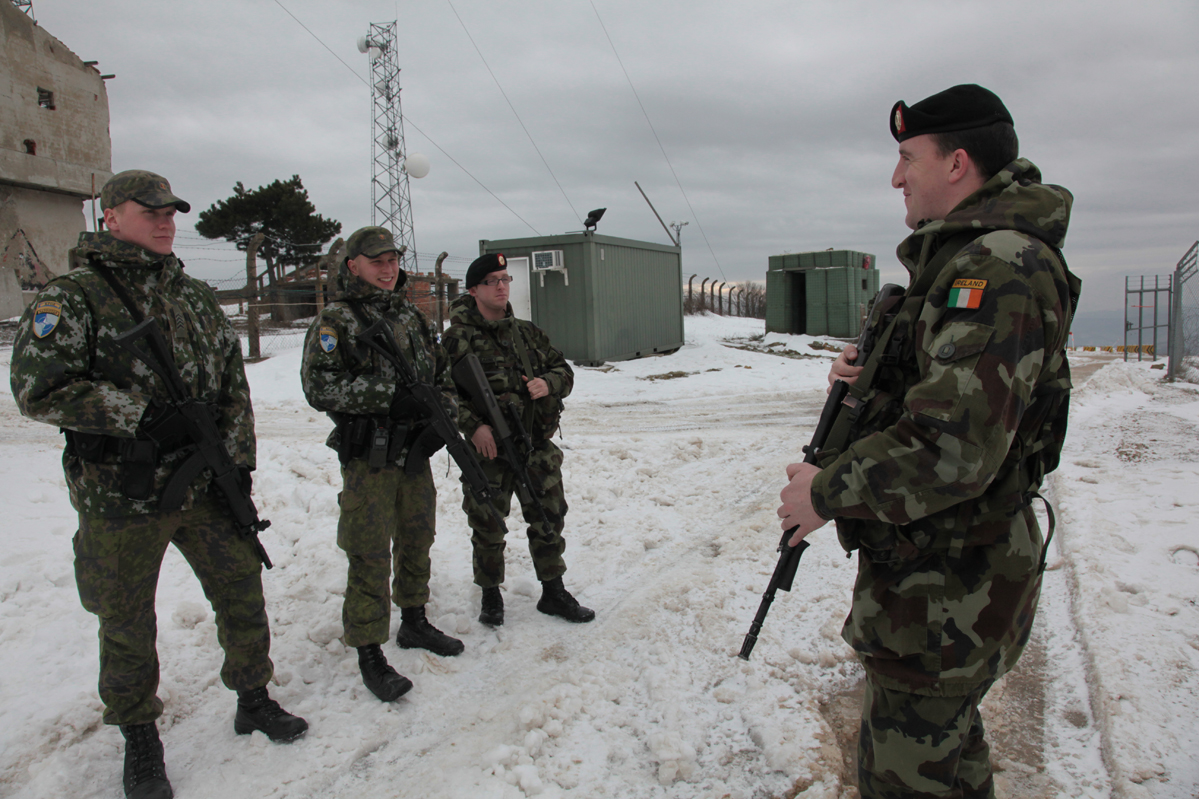
芬蘭曾派遣維和軍隊加入北约驻科索沃维和部队。在此照片中，兩名芬蘭士兵正在聽取一名愛爾蘭士兵的簡報。

在成為正式成員之前，芬蘭參與了幾乎所有PfP的合作活動，並向阿富汗和科索沃特派團提供了維和部隊。芬蘭政府1997年的國防白皮书大力主張發展互操作性，以支持符合PfP理念的國際危機管理能力。1998-2008年國防計劃於1997年5月在挪威北部的「PfP精神」（Spirit of PfP）軍訓中開始。芬蘭與北約保持著密切關係，不僅向其成員國購買軍事裝備（如F-35閃電II戰鬥機），在申請入盟前自家生產的新軍事裝備也都達到了北約標準。儘管與有著長期的軍備合作，芬蘭在入盟後依舊保有與北約不兼容的戰鬥裝備，如Rk 62突擊步槍，這些裝備會直到其使用生命週期結束才退役。

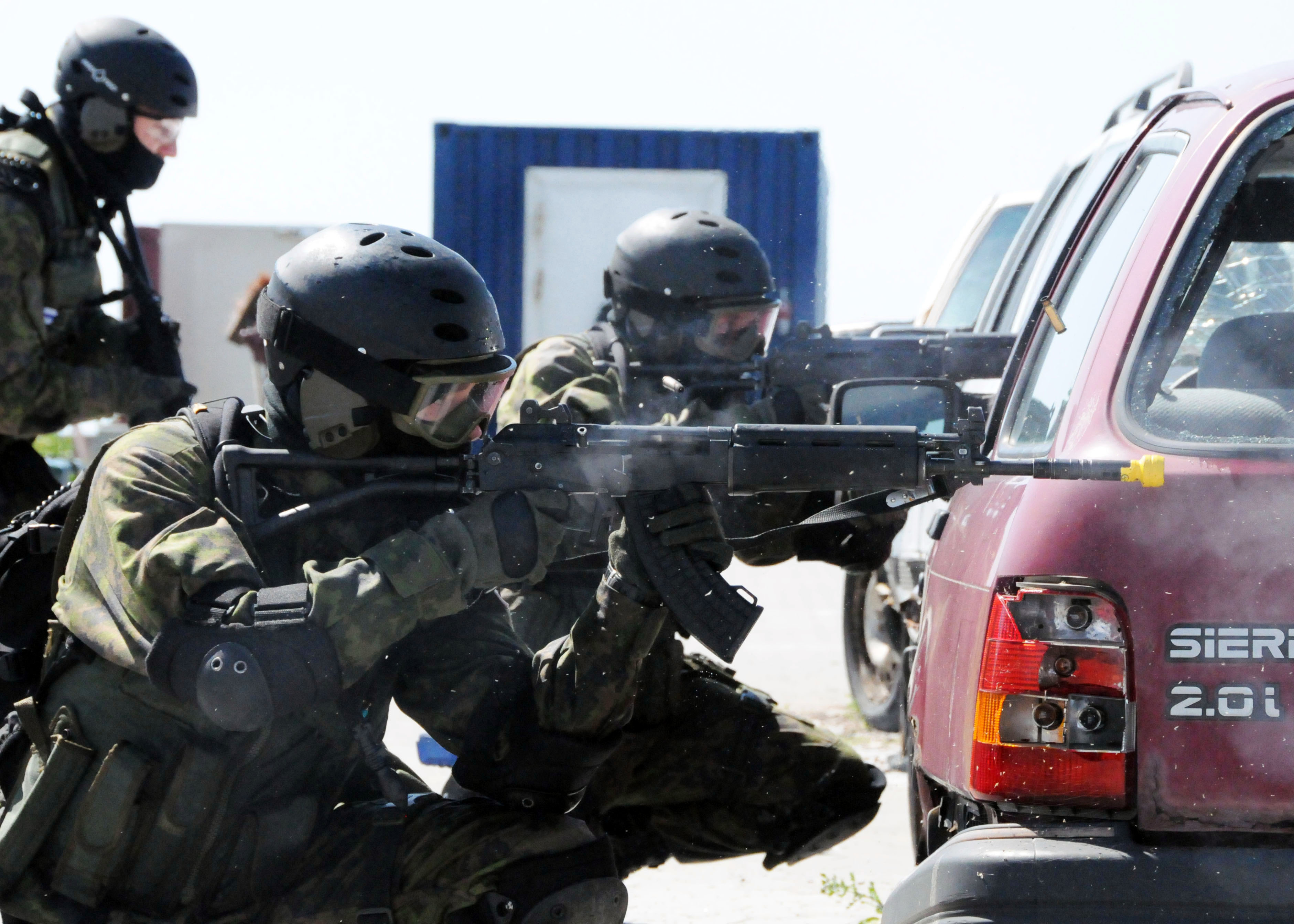
芬蘭與許多北約國家和其他和平夥伴關係計劃成員一起參加了美國領導的BALTOPS演習；這裡展示的是參加2009年在瑞典舉行的BALTOPS中的芬蘭士兵。

2014年4月，芬蘭政府宣布正在與北約就芬蘭準備好接受軍事援助和協助北約進行設備維護的理解備忘錄進行談判，但時任芬蘭國防部長卡爾·哈格倫強調備忘錄不會是成為北約成員的第一步。該備忘錄於同年9月簽署，讓北約得以和芬蘭在芬蘭領土上舉行聯合演習，並允許北約成員國在「災難、破壞和安全威脅」等情況下提供援助。也因此，芬蘭（和瑞典）參加了2015年北約主導的北極挑戰演習（Arctic Challenge Exercise）。

## 成員身份

### 歷史
在1988年至1991年的蘇聯解體之後，俄羅斯對芬蘭獨立構成的威脅減弱了。同一時間北約則強調其接納新成員的開放政策，許多前東歐集團和後蘇聯國家在1990年代和2000年代加入了該聯盟。然而芬蘭在接下來的幾屆政府都保持著沒有必要加入北約的立場，但若情況發生變化，芬蘭有權行使加入北約的選擇權，政府也為入盟的選項實施了許多能排除其入盟障礙的政策。芬蘭同時也逐漸擺脫中立立場，並於1995年加入了需要採用共同外交与安全政策的欧洲联盟。
芬蘭加入北約的可能性是2006年芬蘭總統大選中最熱門的辯論話題之一。當時的主要反對黨民族聯合黨的候選人（同時也是現任芬蘭總統的）绍利·尼尼斯托就支持芬蘭加入「更歐洲的」北約。與尼尼斯托同右翼陣營、來自芬兰瑞典族人民党的亨利克·拉克斯也表示支持。另一方面，競選連任的時任總統、來自社民黨的塔里娅·哈洛宁和其他黨派的大多數候選人都反對改變現狀，而哈洛寧的連任成功也讓此事在她的任期內被擱置。
2007年，芬蘭國防軍為芬蘭加入北約做了各種技術準備，當時的國防部長尤里·哈卡米斯急於爭取加入北約，但政府寧願等到新歐盟條約的談判結束後再來審查他們對北約的政策，以確定它是否包括在新的歐盟級別的防務協議。而公眾對此議題的興趣在隨後幾年有所下降。
芬蘭智庫EVA定期對加入北約的議題進行民意調查，在其2015年報告中指出，自1998年開始，反對百分比呈下降趨勢，包括2012年總統大選後的急劇下降。2014年3月，一項在俄羅斯吞併克里米亞期間的調查顯示只有22%的人支持加入，而另一項調查顯示則有53%的人會支持加入，前提是要有芬蘭領導層的推薦。而支持與鄰國瑞典結成軍事聯盟的人數也有54%，並希望芬蘭尋求擴大北歐防衛合作組織（NORDEFCO）的作用。時任芬蘭國防部長卡爾·哈格倫曾建議在2015年議會選舉後的某個時間舉行關於北約成員資格的公投。

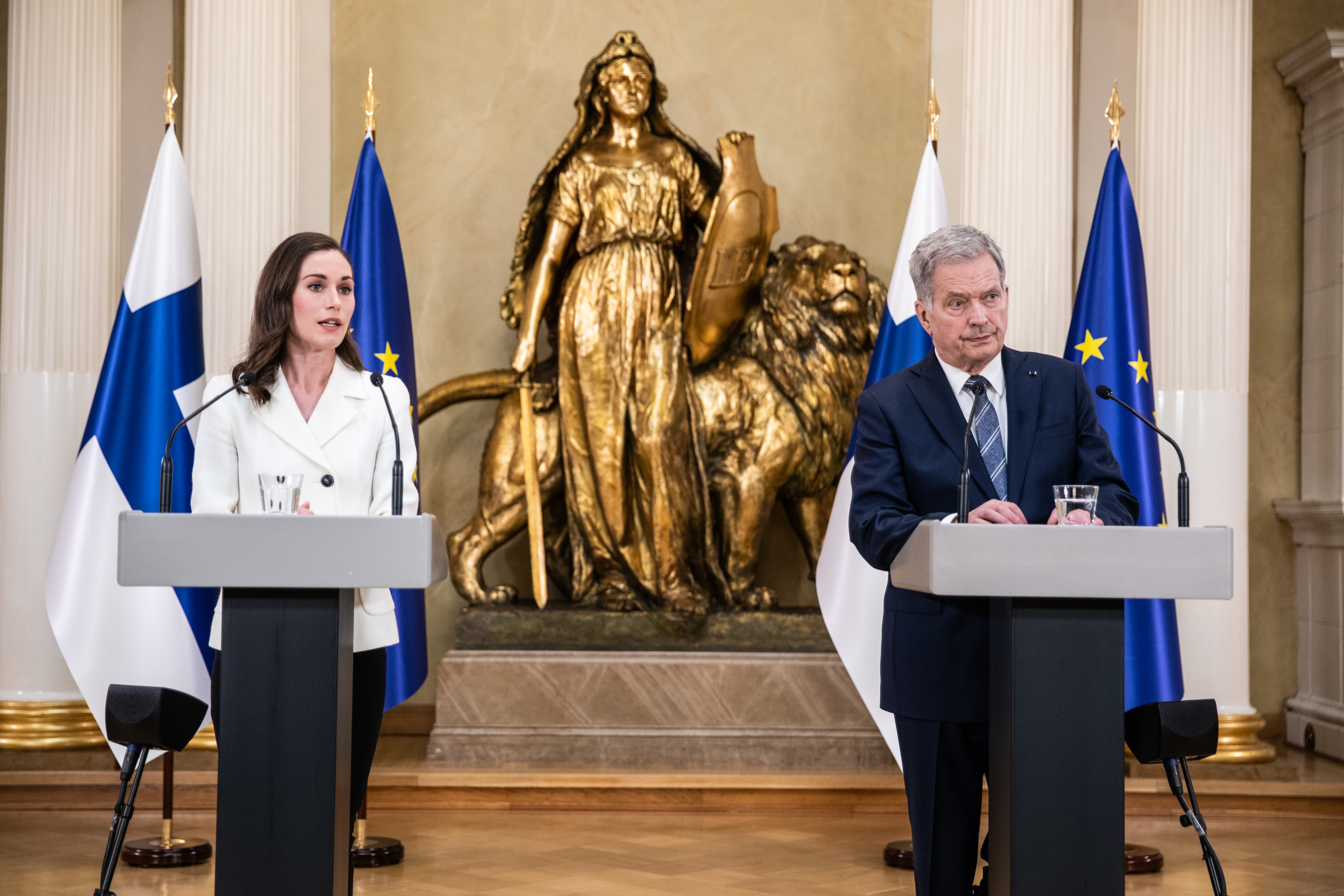
芬蘭總理桑娜·马林與總統绍利·尼尼斯托在2022年5月15日的記者會上宣布芬蘭有意加入北約。

2022年1月，時任總理桑娜·马林表示芬蘭將保留申請加入北約的選擇，但她認為在她擔任總理期間，這種情況「非常不可能」發生。2022年2月24日，針對俄羅斯入侵烏克蘭，她重申雖然芬蘭「目前並未面臨直接的軍事威脅」，但仍有可能加入北約，並指出「芬蘭關於北約成員資格的辯論將會改變」 。2月25日，俄羅斯外交部發言人威脅芬蘭和瑞典，如果兩國試圖加入北約，將面臨「軍事和政治後果」。芬蘭和瑞典作為北約PfP成員都參加了北約緊急峰會、譴責俄羅斯這次入侵並向烏克蘭提供了援助。 在2022年3月1日舉行會議討論是否申請成為北約正式成員後，馬林總理表示尚未就此問題做出決定，並說到「如此重要的問題需要徹底解決」。
在入侵後的民意調查顯示，芬蘭人對加入北約的支持空前增加，成為了絕對多數。一些公民就此主題提出的提案獲得了所需的五萬人聯署，要求芬蘭議會考慮此事。尼尼斯托總統認為這次民意調查表明了芬蘭對申請入盟有足夠廣泛的支持。馬林總理建議，決策過程必須在春季「幾周而不是幾個月」內完成。
2022年4月13日，芬兰外交部編寫了一份關於國際安全形勢以及芬蘭可用的外交和國防政策選擇的報告，預計該報告將成為關於北約成員資格辯論的基礎。報告指出，俄羅斯的入侵改變了歐洲長期的安全環境，並使短期內的預測和行動變得更加困難。這份報告沒有明確對是否加入北約採取立場，但確實指出芬蘭目前的安全安排是不夠的，儘管不存在直接威脅，但加入北約將促進國家穩定。若成為北約成員國，芬蘭沒有義務接受在其領土上存在外國基地或核武器。此外芬蘭的國防預算將增加1%至1.5%。《赫尔辛基日报》評價這份報告是對北約成員身份的積極評估。

### 加入歐盟

1995年，芬蘭加入歐盟。

截至2024年3月歐洲各國擁有成員身份的地圖：
僅擁有歐盟成員身份
僅擁有北約成員身份
同時擁有歐盟與北約成員身份

芬蘭於1995年加入歐盟。自2009年里斯本条约生效以來，歐盟的相互協助條款與其他歐盟成員國一樣適用於芬蘭：
「如果一個會員國在其領土上遭受武裝侵略，其他會員國有義務根據《聯合國憲章》五十一條的規定，採取一切力所能及的手段向其提供援助和協助。 這不應損害某些成員國安全和防務政策的特殊性。[...]」——合併版《歐洲聯盟條約》第42.7條
條約第42.2條規定北約應是同時擁有北約成員身份的歐盟成員國實施集體自衛的主要論壇。其他在北約之外的歐盟成員國：奧地利、賽普勒斯、愛爾蘭、馬爾他和瑞典因此訴諸歐盟共同安全与防务政策（CSDP，其結構和能力比北約指揮結構小得多）來實施集體自衛。

### 政治立場
在俄羅斯入侵烏克蘭之前，民族聯合黨和芬兰瑞典族人民党均表態支持加入北約，其他政黨則持中立或不同程度的反對。2016年，民族聯合黨黨代會認同芬蘭應當「在未來幾年內」申請入盟。在瑞典芬蘭人民黨同年提出的願景中，芬蘭將在2025年成為北約成員國。許多個別政治人物也支持加入北約，包括現任總統紹利·尼尼斯托和前總理亚历山大·斯图布，前總統马尔蒂·阿赫蒂萨里甚至認為芬蘭應該加入其他西方民主國家支持的所有組織，以便「一勞永逸地擺脫芬蘭化的負擔」。另外兩位芬兰社会民主党前主席塔里娅·哈洛宁和毛诺·科伊维斯托均公開反對加入北約，認為這將惡化芬蘭與俄羅斯的關係。左翼聯盟一直是最反對加入北約的政黨；當他們於2019年與社會民主黨結盟時，他們明確表示，任何走向軍事聯盟的舉動都將導致左翼聯盟離開內閣。但在入侵後，該黨改變了立場，黨主席莉·安德松呼籲對申請加入北約的可能性進行深思熟慮的全社會討論和評估，她後來也確認若政府最後提交申請加入北約，該黨不會離開內閣。在入侵之後，民意發生巨大變化，中間黨和正统芬兰人党的領導層也轉變立場，轉而支持加入北約。

### 北約的意見
北約一貫奉行「門戶開放政策」。秘書長延斯·史托騰伯格期望成員國將「熱烈歡迎芬蘭成為北約成員國」。他還表示，邀請芬蘭加入北約的決定將為該國在批准過程中提供政治庇護。他表示，「芬蘭的加入將使北約變得更加強大」，並將該國的軍事能力和對保持民主社會的承諾視為優點。

### 他國的意見

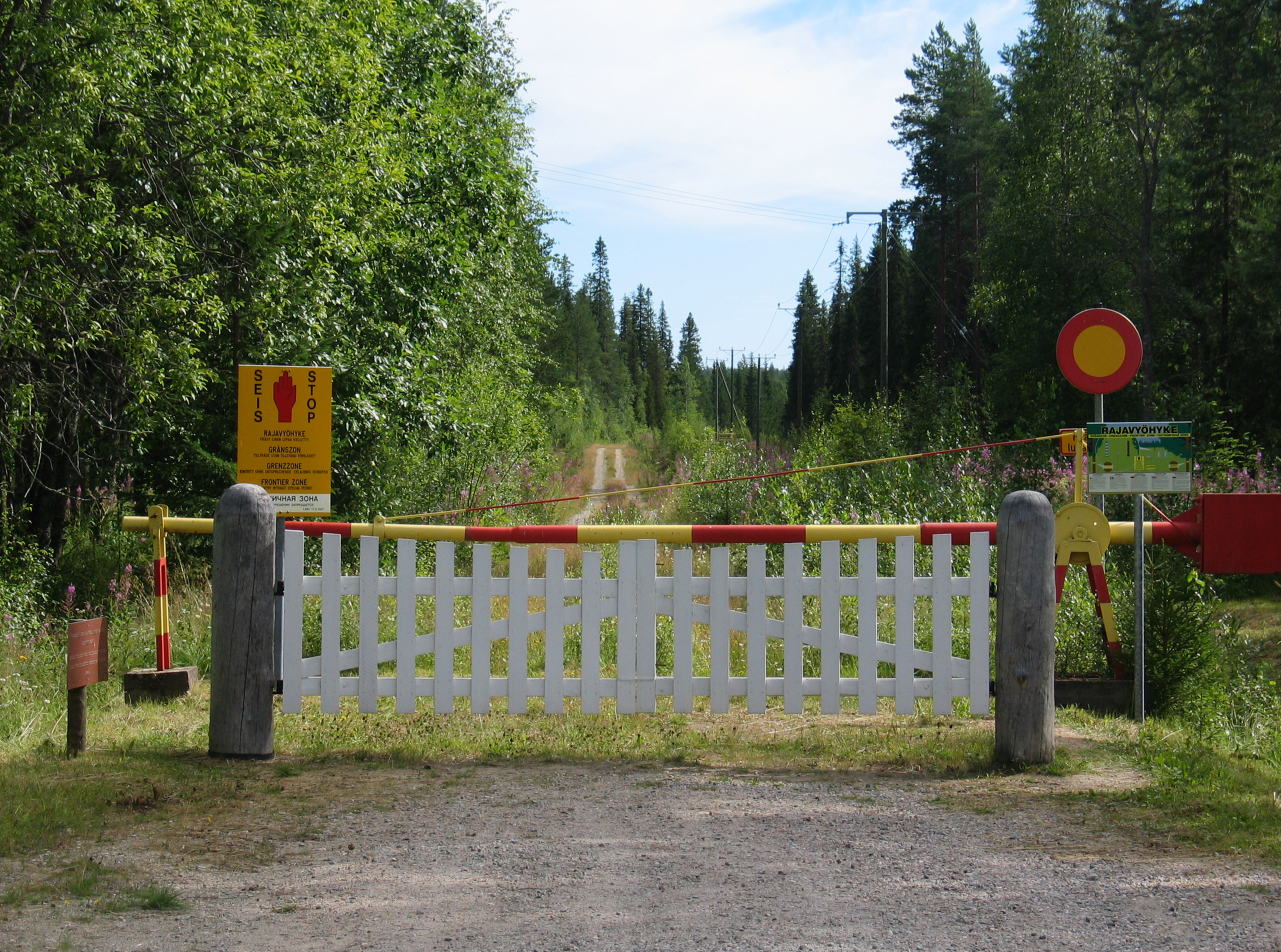
芬蘭與俄羅斯的邊界約有1340公里長。

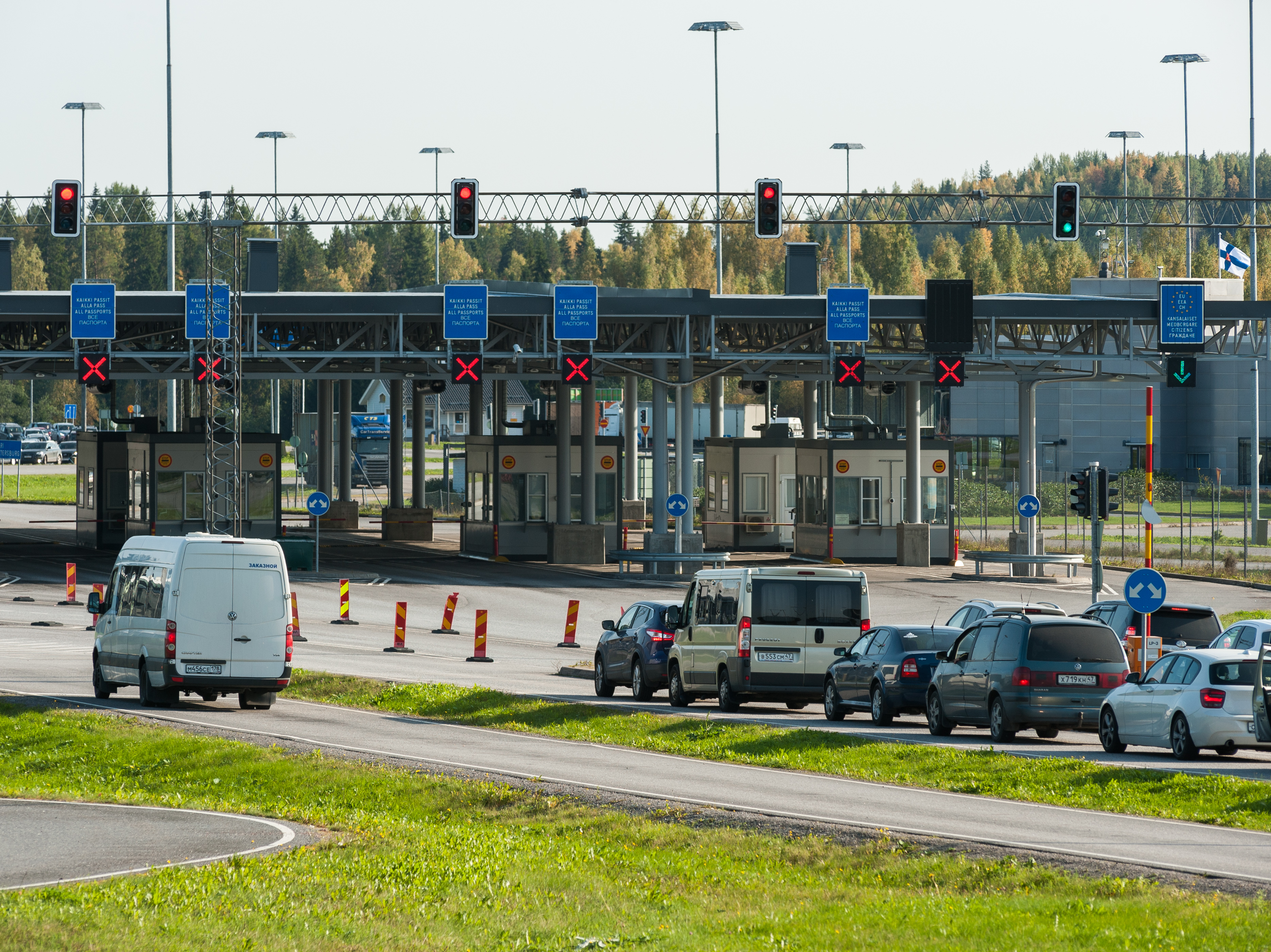
2017年9月，南卡累利阿區拉彭兰塔努伊亚马過境站芬蘭一側的車流。

芬蘭因考慮是否加入北約而受到來自俄羅斯的批評，2009年的一項研究表明，這可能會對俄羅斯與歐盟和整個北約的關係產生影響。在2008年喬俄戰爭之後，時任芬蘭總理马蒂·万哈宁重申芬蘭沒有加入北約的計劃，並表示戰爭的主要教訓是需要與俄羅斯建立更密切的關係。2014年6月，弗拉迪米爾·普丁的私人特使謝爾蓋·亞歷山德羅維奇·馬爾科夫在芬蘭報紙《首都日报》的採訪中指責芬蘭有極端的「恐俄症」，並暗示芬蘭加入北約可能會引發第三次世界大戰。2016年7月，普丁在訪問芬蘭時表示如果芬蘭加入北約，俄羅斯將增加芬蘭邊境的駐軍數量。他還警告說，北約將「與俄羅斯戰鬥直到芬蘭只剩最後一人為止」。
隨著2022年俄羅斯入侵烏克蘭以及芬蘭立場徹底轉向加入北約後，玛丽亚·扎哈罗娃和德米特里·梅德維傑夫都警告芬蘭加入北約將對其產生嚴重後果，包括部署核武器；俄羅斯《消息报》報導稱，芬蘭對塞马运河的租約可能會終止。
歐洲應對混合威脅卓越中心研究主任漢娜·史密斯表示，芬蘭選擇加入北約的速度之快令俄羅斯感到驚訝。她預測，俄羅斯將開始一場混合行動來影響芬蘭的決策過程，其中包括網絡攻擊，如果芬蘭越接近入盟，俄羅斯將進一步升級。
在北歐國家拒絕以盧布向供應商俄罗斯天然气工业股份公司付款後，俄羅斯已停止向鄰國芬蘭提供天然氣。俄羅斯向北歐市場的最大電力出口商RAO Nordic宣布，由於拖欠付款，公司決定削減對芬蘭的電力供應。

### 民意調查
各民調機構都有定期進行民意調查詢問芬蘭公眾是否支持或反對加入北約。下表僅包含無前提條件問題；其他民意調查的主題包括是否支持加入北約若瑞典也加入的話，以及是否支持加入北約若芬蘭政府正式推薦的話，這兩者普遍增加了公眾對加入北約的支持。
根據《赫尔辛基日报》 2022年6月20日至26日的數據，70%的人表示芬蘭不會為了入盟而滿足土耳其的要求，14%的人表示會。《晚間新聞》的數據顯示，1月30日至2月1日期間，53%的芬蘭受訪者表示希望不等待瑞典加入而加入北約，28%的人表示希望等待瑞典加入北約，19%的人尚未決定。

| 實施日期                       | 調查機構           | 委託客戶                     | 樣本數             | 支持                  | 反對               | 中立 或DK          | 領先 幅度          | Ref.               |      |     |     |     |     |        |
| ------------------------------ | ------------------ | ---------------------------- | ------------------ | --------------------- | ------------------ | ------------------ | ------------------ | ------------------ | ---- | --- | --- | --- | --- | ------ |
| 實施日期                       | 調查機構           | 委託客戶                     | 樣本數             | 1998年10月16日 – 18日 | 經濟研究           | 《在線新聞》       | 領先 幅度          | Ref.               | 1036 | 32% | 48% | 10% | 16% | [ 70 ] |
| 1999年11月2日 – 15日           | 經濟研究           | 《在線新聞》                 | 1013               | 16%                   | 73%                | 12%                | 57%                | [ 71 ]             |      |     |     |     |     |        |
| 2000年11月21日 – 2001年1月18日 | 社區研究           | EVA                          | 2214               | 20%                   | 52%                | 28%                | 32%                | [ 72 ]             |      |     |     |     |     |        |
| 2002年12月3日 – 2003年1月29日  | 社區研究           | EVA                          | 2133               | 18%                   | 56%                | 26%                | 38%                | [ 73 ]             |      |     |     |     |     |        |
| 2003年11月26日 – 2004年1月16日 | 社區研究           | EVA                          | 1310               | 20%                   | 55%                | 25%                | 35%                | [ 74 ]             |      |     |     |     |     |        |
| 2004年11月24日 – 2005年1月20日 | 社區研究           | EVA                          | 2264               | 22%                   | 53%                | 25%                | 31%                | [ 75 ]             |      |     |     |     |     |        |
| 2005年9月7日 – 22日            | 經濟研究           | 國防信息諮詢委員會（國防部） | 990                | 28%                   | 63%                | 9%                 | 35%                | [ 76 ]             |      |     |     |     |     |        |
| 2005年11月29日 – 2006年1月25日 | 社區研究           | EVA                          | 1218               | 20%                   | 51%                | 29%                | 31%                | [ 77 ]             |      |     |     |     |     |        |
| 2006年10月18日 – 9月14日       | TNS Gallup         | 國防信息諮詢委員會（國防部） | 1011               | 26%                   | 65%                | 10%                | 39%                | [ 78 ]             |      |     |     |     |     |        |
| 2006年11月27日 – 2007年1月19日 | 社區研究           | EVA                          | 1923               | 20%                   | 52%                | 28%                | 32%                | [ 79 ]             |      |     |     |     |     |        |
| 2007年11月5日 – 22日           | 經濟研究           | 國防信息諮詢委員會（國防部） | 988                | 26%                   | 69%                | 5%                 | 43%                | [ 80 ]             |      |     |     |     |     |        |
| 2007年11月28日 – 2008年1月23日 | 社區研究           | EVA                          | 1187               | 21%                   | 54%                | 23%                | 33%                | [ 81 ]             |      |     |     |     |     |        |
| 2008年8月7日                   | 俄羅斯入侵喬治亞   | 俄羅斯入侵喬治亞             | 俄羅斯入侵喬治亞   | 俄羅斯入侵喬治亞      | 俄羅斯入侵喬治亞   | 俄羅斯入侵喬治亞   | 俄羅斯入侵喬治亞   | 俄羅斯入侵喬治亞   |      |     |     |     |     |        |
| 2008年11月4日 – 17日           | 經濟研究           | 國防信息諮詢委員會（國防部） | 980                | 28%                   | 60%                | 12%                | 32%                | [ 82 ]             |      |     |     |     |     |        |
| 2009年1月2日 – 2月4日          | 社區研究           | EVA                          | 2346               | 24%                   | 48%                | 28%                | 24%                | [ 83 ]             |      |     |     |     |     |        |
| 2009年10月20日 – 25日          | 經濟研究           | 國防信息諮詢委員會（國防部） | 981                | 28%                   | 62%                | 10%                | 34%                | [ 84 ]             |      |     |     |     |     |        |
| 2010年10月11日 – 24日          | 經濟研究           | 國防信息諮詢委員會（國防部） | 1017               | 25%                   | 68%                | 7%                 | 43%                | [ 85 ]             |      |     |     |     |     |        |
| 2011年1月21日 – 2月23日        | 社區研究           | EVA                          | 1918               | 19%                   | 50%                | 30%                | 31%                | [ 86 ]             |      |     |     |     |     |        |
| 2011年12月11日 – 21日          | 經濟研究           | 國防信息諮詢委員會（國防部） | 965                | 20%                   | 70%                | 10%                | 50%                | [ 87 ]             |      |     |     |     |     |        |
| 2012年1月12日 – 23日           | 經濟研究           | EVA                          | 1271               | 14%                   | 65%                | 21%                | 51%                | [ 88 ]             |      |     |     |     |     |        |
| 2012年10月1日 – 20日           | 經濟研究           | 國防信息諮詢委員會（國防部） | 1017               | 18%                   | 71%                | 10%                | 53%                | [ 89 ]             |      |     |     |     |     |        |
| 2013年1月18日 – 30日           | 經濟研究           | EVA                          | 2023               | 18%                   | 55%                | 27%                | 37%                | [ 90 ]             |      |     |     |     |     |        |
| 2013年6月5 – 11日              | 經濟研究           | Yle News                     | 1000               | 29%                   | 52%                | 18%                | 23%                | [ 91 ]             |      |     |     |     |     |        |
| 2013年10月13日 – 26日          | 經濟研究           | 國防信息諮詢委員會（國防部） | 1038               | 21%                   | 70%                | 10%                | 49%                | [ 92 ]             |      |     |     |     |     |        |
| 2014年1月14日 – 30日           | 經濟研究           | EVA                          | 2052               | 18%                   | 51%                | 30%                | 33%                | [ 93 ]             |      |     |     |     |     |        |
| 2014年3月16日                  | 俄羅斯併吞克里米亞 | 俄羅斯併吞克里米亞           | 俄羅斯併吞克里米亞 | 俄羅斯併吞克里米亞    | 俄羅斯併吞克里米亞 | 俄羅斯併吞克里米亞 | 俄羅斯併吞克里米亞 | 俄羅斯併吞克里米亞 |      |     |     |     |     |        |
| 2014年10月12日 – 26日          | 經濟研究           | 國防信息諮詢委員會（國防部） | 1023               | 30%                   | 60%                | 10%                | 30%                | [ 94 ]             |      |     |     |     |     |        |
| 2015年1月9日 – 22日            | 經濟研究           | EVA                          | 2056               | 26%                   | 43%                | 32%                | 17%                | [ 95 ]             |      |     |     |     |     |        |
| 2015年11月5日 – 23日           | 經濟研究           | 國防信息諮詢委員會（國防部） | 1005               | 27%                   | 58%                | 15%                | 31%                | [ 96 ]             |      |     |     |     |     |        |
| 2016年1月8日 – 19日            | 經濟研究           | EVA                          | 2040               | 27%                   | 46%                | 27%                | 19%                | [ 97 ]             |      |     |     |     |     |        |
| 2016年10月11日 – 22日          | 經濟研究           | 國防信息諮詢委員會（國防部） | 1000               | 25%                   | 61%                | 14%                | 36%                | [ 98 ]             |      |     |     |     |     |        |
| 2017年1月11日 – 23日           | 經濟研究           | EVA                          | 2040               | 25%                   | 46%                | 29%                | 21%                | [ 99 ]             |      |     |     |     |     |        |
| 2017年10月10日 – 22日          | 經濟研究           | 國防信息諮詢委員會（國防部） | 1001               | 22%                   | 62%                | 17%                | 40%                | [ 100 ]            |      |     |     |     |     |        |
| 2017年10月16日 – 27日          | Kantar TNS         | 《赫爾辛基日報》             | 未公開             | 22%                   | 59%                | 19%                | 37%                | [ 101 ]            |      |     |     |     |     |        |
| 2017年12月5日 – 29日           | 經濟研究           | Yle News                     | 1005               | 19%                   | 53%                | 28%                | 34%                | [ 102 ]            |      |     |     |     |     |        |
| 2018年10月4日 – 24日           | 經濟研究           | EVA                          | 2073               | 23%                   | 46%                | 31%                | 23%                | [ 103 ]            |      |     |     |     |     |        |
| 2018年10月7日 – 21日           | 經濟研究           | 國防信息諮詢委員會（國防部） | 1034               | 20%                   | 59%                | 21%                | 39%                | [ 104 ]            |      |     |     |     |     |        |
| 2019年10月9日 – 22日           | 經濟研究           | EVA                          | 2036               | 22%                   | 47%                | 32%                | 25%                | [ 105 ]            |      |     |     |     |     |        |
| 2019年11月20日 – 29日          | Kantar TNS         | 《赫爾辛基日報》             | 1002               | 20%                   | 56%                | 24%                | 36%                | [ 106 ]            |      |     |     |     |     |        |
| 2019年12月3日 – 14日           | 經濟研究           | 國防信息諮詢委員會（國防部） | 1011               | 20%                   | 64%                | 16%                | 44%                | [ 107 ]            |      |     |     |     |     |        |
| 2020年10月6日 – 16日           | 經濟研究           | 國防信息諮詢委員會（國防部） | 1169               | 21%                   | 53%                | 25%                | 32%                | [ 108 ]            |      |     |     |     |     |        |
| 2020年10月16日 – 28日          | 經濟研究           | EVA                          | 2019               | 22%                   | 45%                | 32%                | 23%                | [ 109 ]            |      |     |     |     |     |        |
| 2021年10月5日 – 15日           | 經濟研究           | 國防信息諮詢委員會（國防部） | 1001               | 24%                   | 51%                | 24%                | 27%                | [ 110 ]            |      |     |     |     |     |        |
| 2021年10月10日 – 24日          | 經濟研究           | EVA                          | 2042               | 26%                   | 40%                | 33%                | 14%                | [ 111 ]            |      |     |     |     |     |        |
| 2022年1月3日 – 16日            | Kantar TNS         | 《赫爾辛基日報》             | 1003               | 28%                   | 42%                | 30%                | 14%                | [ 112 ]            |      |     |     |     |     |        |
| 2022年1月13日 – 21日           | 經濟研究           | MTV News                     | 1005               | 30%                   | 43%                | 27%                | 13%                | [ 113 ]            |      |     |     |     |     |        |
| 2022年2月24日                  | 俄羅斯入侵烏克蘭   | 俄羅斯入侵烏克蘭             | 俄羅斯入侵烏克蘭   | 俄羅斯入侵烏克蘭      | 俄羅斯入侵烏克蘭   | 俄羅斯入侵烏克蘭   | 俄羅斯入侵烏克蘭   | 俄羅斯入侵烏克蘭   |      |     |     |     |     |        |
| 2022年2月23日 – 25日           | 經濟研究           | Yle                          | 1382               | 53%                   | 28%                | 19%                | 25%                | [ 114 ]            |      |     |     |     |     |        |
| 2022年3月3日 – 28日            | Kantar TNS         | 《赫爾辛基日報》             | 501                | 48%                   | 27%                | 26%                | 21%                | [ 115 ]            |      |     |     |     |     |        |
| 2022年3月9日 – 11日            | 經濟研究           | Yle                          | 1378               | 62%                   | 16%                | 19%                | 46%                | [ 116 ]            |      |     |     |     |     |        |
| 2022年3月4日 – 15日            | 經濟研究           | EVA                          | 2074               | 60%                   | 19%                | 21%                | 41%                | [ 117 ]            |      |     |     |     |     |        |
| 2022年3月11日 – 16日           | Kantar TNS         | 《農村的未來》               | 1059               | 61%                   | 16%                | 23%                | 45%                | [ 118 ]            |      |     |     |     |     |        |
| 2022年3月18日 – 23日           | Kantar TNS         | 《赫爾辛基日報》             | 1062               | 54%                   | 21%                | 25%                | 33%                | [ 119 ]            |      |     |     |     |     |        |
| 2022年3月28日 – 30日           | Kantar TNS         | 《赫爾辛基日報》             | 1080               | 61%                   | 16%                | 23%                | 45%                | [ 120 ]            |      |     |     |     |     |        |
| 2022年4月6日 – 11日            | Corefiner          | MTV                          | 1863               | 68%                   | 12%                | 20%                | 56%                | [ 121 ]            |      |     |     |     |     |        |
| 2022年4月8日 – 13日            | Kantar TNS         | 《赫爾辛基日報》             | 1057               | 59%                   | 17%                | 24%                | 42%                | [ 122 ]            |      |     |     |     |     |        |
| 2022年4月22日 – 27日           | Kantar TNS         | 《赫爾辛基日報》             | 1062               | 65%                   | 13%                | 22%                | 52%                | [ 123 ]            |      |     |     |     |     |        |
| 2022年5月3日 – 7日             | 經濟研究           | 國防信息諮詢委員會（國防部） | 1002               | 68%                   | 15%                | 17%                | 53%                | [ 124 ]            |      |     |     |     |     |        |
| 2022年5月4日 – 6日             | 經濟研究           | Yle                          | 1270               | 76%                   | 12%                | 11%                | 64%                | [ 125 ]            |      |     |     |     |     |        |
| 2022年5月9日 – 10日            | Kantar TNS         | 《赫爾辛基日報》             | 1002               | 73%                   | 12%                | 15%                | 61%                | [ 126 ]            |      |     |     |     |     |        |
| 2022年6月20日 – 16日           | Kantar TNS         | 《赫爾辛基日報》             | 1003               | 79%                   | 10%                | 11%                | 69%                | [ 127 ]            |      |     |     |     |     |        |
| 2022年9月14日 – 10月2日        | 經濟研究           | 國防信息諮詢委員會（國防部） | 1033               | 85%                   | 12%                | 3%                 | 73%                | [ 128 ]            |      |     |     |     |     |        |
| 2022年10月19日 – 31日          | 經濟研究           | EVA                          | 2088               | 78%                   | 8%                 | 14%                | 70%                | [ 129 ]            |      |     |     |     |     |        |
| 2023年1月30日 – 2月1日         | 經濟研究           | 《晚間新聞》                 | 1021               | 82%                   | 8%                 | 10%                | 74%                | [ 130 ]            |      |     |     |     |     |        |

### 申請入盟

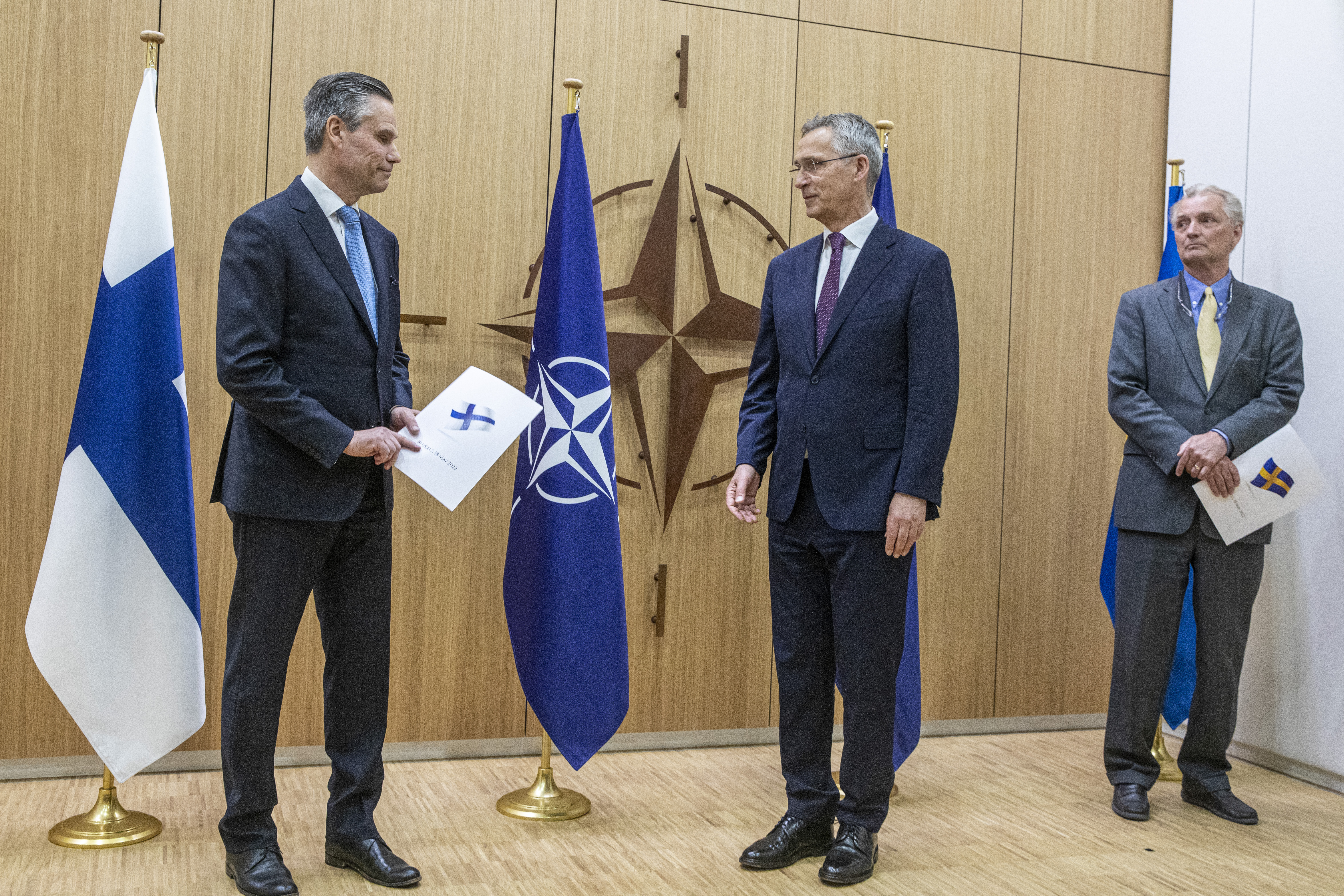
芬蘭與瑞典大使向北約秘書長延斯·史托騰伯格遞交兩國的入盟申請書。

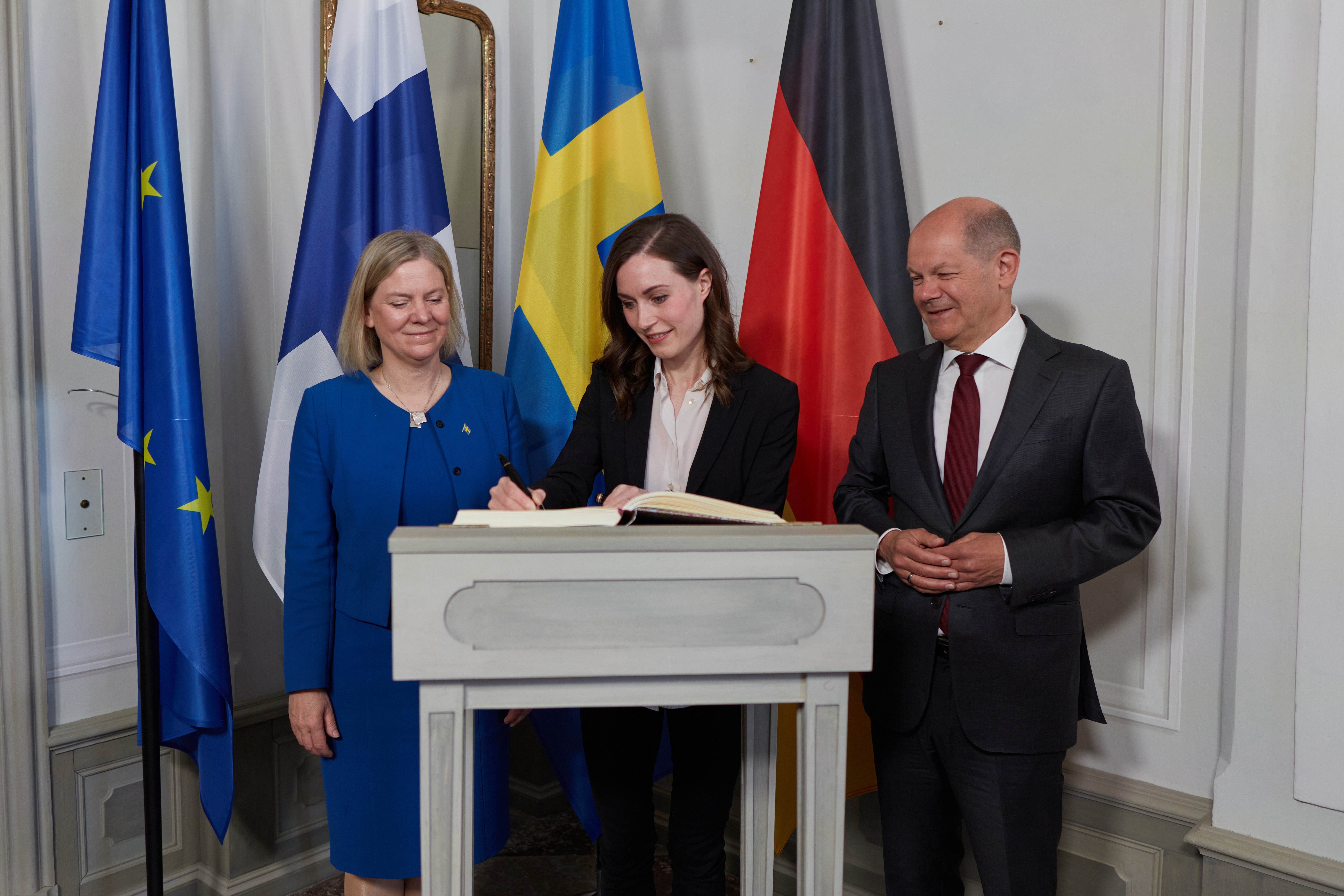
玛格达莱娜·安德松、桑娜·马林和奧拉夫·蕭茲於2022年春季就芬蘭和瑞典加入北約的可能性進行了會談。

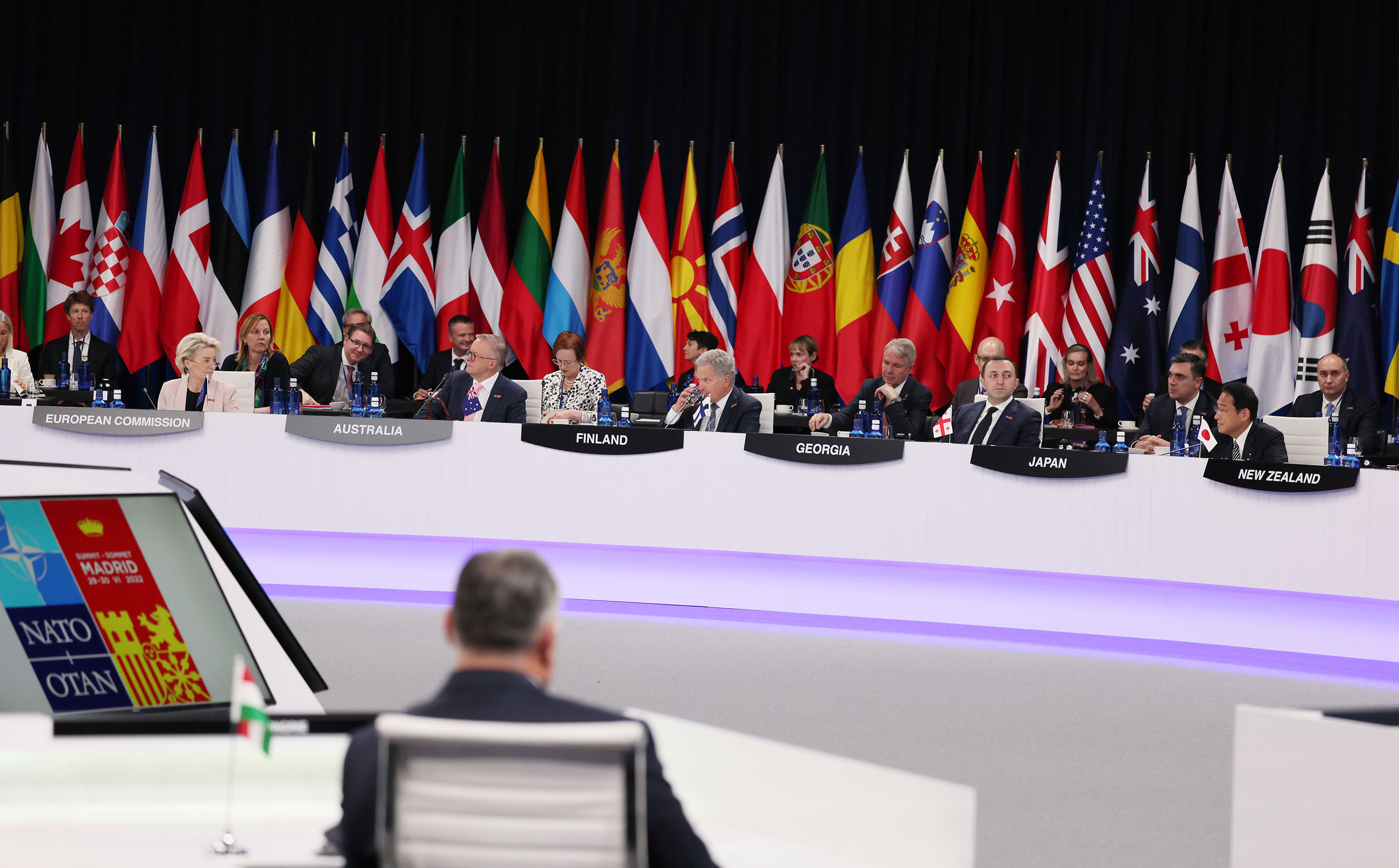
芬蘭總統紹利·尼尼斯托出席了2022年的北約馬德里峰會。

2022年5月12日，芬蘭總統紹利·尼尼斯托和總理桑娜·馬林在聯合記者會上宣布，他們支持「立即」尋求加入北約。2022年5月15日，尼尼斯托和馬林宣布總統和外交與安全政策部長級委員會已通過一份支持芬蘭加入北約的報告，開始正式的憲法申請流程。2022年俄羅斯入侵烏克蘭導致歐洲安全環境惡化，並且芬蘭公眾輿論對加入北約的輿論風向發生重大轉變後，芬蘭議會於同年5月7日以188票贊成8票反對通過了政府的提案，隔天芬蘭與瑞典在布魯塞爾聯合向北約提交了正式入盟申請，北約接受了申請並進入談判階段。談判預計進行幾周之後，芬蘭將能在批准期間臨時參與北約各級活動。隨著談判結束並再次確認申請國的加入意圖，加入議定書需要得到所有現有北約成員國的批准，估計需要四個月到一年的時間。批准完成後，芬蘭議會需要通過法令來讓入盟正式生效。

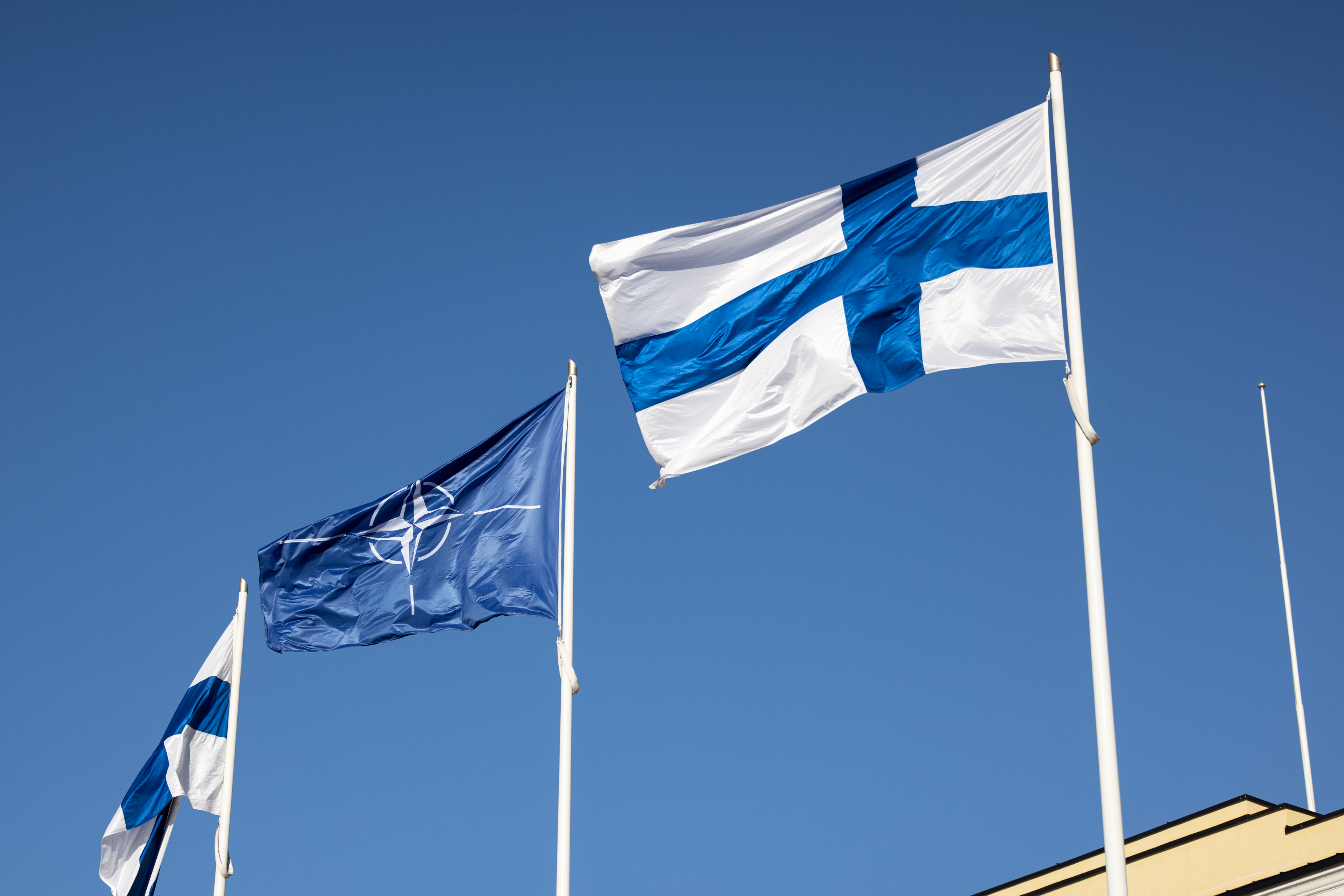
2023年4月4日，芬蘭國旗和北約旗幟在芬蘭外交部升起。

在發起申請和成員資格生效之間的這段時間裡，芬蘭處於被外國攻擊卻還無法觸發北約第五條的風險之中。北約秘書長延斯·史托騰伯格表示，芬蘭可以「很快」加入北約，並且在此期間芬蘭將得到一定程度的保護。英國和美國做出了不具約束力的安全承諾，其他報導聲稱其他北歐國家以及法國和德國也都做出了承諾。
欧洲联盟也支持芬蘭與瑞典加入北約。雖然克羅埃西亞總統佐兰·米拉诺维奇表示在鄰國波士尼亞和赫塞哥維納實施選舉改革措施之前，克羅埃西亞應當阻止批准芬蘭加入北約，但外交部長戈登·格里奇-拉德曼表示政府支持任何入盟申請。土耳其總統雷傑普·塔伊普·艾爾段則強烈反對芬蘭和瑞典加入北約，並表示土耳其「不可能」在兩國允許被土耳其認定的恐怖組織—如庫德斯坦工人黨（PKK，其也被歐盟認定為恐怖組織）、庫德斯坦社群聯盟（KCK）、敘利亞民主聯盟黨（PYD）、人民保護部隊（YPG）以及被指控策劃2016年土耳其未遂政變、流亡美國的穆斯林神職人員法图拉·居连的支持者們—在其領土活動的情況下支持其申請。土耳其要求從芬蘭和瑞典引渡被指控的PKK成員，還要求兩國政府取消針對土耳其2019年對敘利亞東北部YPG發動的進攻而實施的武器禁運。由於土耳其糟糕的人權記錄以及對其境內少數民族的鎮壓，土耳其引渡庫德族人和其他政治異見者的要求遭到了庫德族活動人士和人權組織的反對。
2022年5月14日，艾爾段的發言人易卜拉欣·卡林表示，土耳其不排除批准芬蘭加入的可能性，但那些允許在芬蘭領土活動的組織「事關土耳其的國家安全」，需要進行談判。卡林發表聲明後，艾爾段再次威脅要阻止芬蘭和瑞典的入盟申請。德國總理奧拉夫·蕭茲於2022年5月17日公開呼籲土耳其批准芬蘭和瑞典加入北約，但土耳其在隔天便迅速阻止了芬蘭和瑞典啟動北約成員資格談判。北約領導層和美國相信土耳其不會阻礙兩國的入盟進程，加拿大外交部長梅蘭妮·喬莉還與土耳其舉行了會談，以說服土耳其政府相信兩個北歐國家入盟的必要性。2022年5月19日，芬蘭和瑞典宣布可以討論土耳其的要求，芬蘭的尼尼斯托總統與時任瑞典首相玛格达莱娜·安德松也在同日宣布隨時準備與土耳其進行會談，並始終譴責恐怖主義。2022年5月21日，芬蘭總統尼尼斯托在與土耳其總統艾爾段通電話後表示，芬蘭準備就加入北約問題與土耳其進行對話，並重申「一貫譴責恐怖主義」。
2022年5月24日，芬蘭和瑞典分別派出尤卡·薩洛瓦拉（Jukka Salovaara）和奧斯卡·史坦斯壯（Oscar Stenström）為代表前往土耳其，與土方代表易卜拉欣·卡林和塞達特·奧納爾（Sedat Önal）進行備忘錄談判。土耳其的兩大執政黨正義與發展黨（AKP）和民族主义行动党（MHP）都宣布不支持芬蘭和瑞典入盟，而反對黨的共和人民黨（CHP）和人民民主黨（HDP）則宣布支持芬蘭和瑞典入盟。 芬蘭總統尼尼斯托表示他早前曾就芬蘭的入盟問題從包括土耳其的總統艾爾段和外交部長梅夫吕特·恰武什奥卢得到了積極的回應。尼尼斯托和哈維斯托敦促保持耐心，而外交事務委員會主席尤西·哈拉阿霍則認為土耳其希望引起人們對瑞典政策的關注，而不是芬蘭的政策。尼尼斯托六月表示芬蘭不會在落下瑞典的情況下繼續推進其申請流程，兩國將「手牽手」加入北約。
在5月24日在安卡拉的三方第一次會議後，卡林表示只有滿足土耳其的要求才能繼續兩國的入盟流程，而且土耳其不會給兩國任何時間壓力。同時艾爾段重申，他不會同意兩國的入盟申請，因為在會議當天，被艾爾段判為恐怖份子的薩利赫·穆斯林在瑞典电视台接受採訪。MHP領袖代夫莱特·巴赫切利建議應考慮土耳其退出北約的選項，這樣土耳其就可以建立新的軍事聯盟。2022年5月下旬，反對黨領袖凱末爾·基里達歐魯表示如果入盟爭端持續發酵的話，他與CHP也將支持AKP和MHP關閉與美軍合作的因吉利克空军基地。
在2022年6月28日的北約馬德里峰會上，尼尼斯托、安德松和艾爾段簽署了解決土耳其安全需求的協議，尼尼斯托宣布土耳其同意支持芬蘭和瑞典加入北約。入盟流程於第二天開始，北約成員國一致同意正式邀請兩國加入。談判於2022年7月4日舉行，入盟議定書於2022年7月5日在布魯塞爾簽署。然而艾爾段再次威脅兩國，要求只有先滿足土耳其的要求，土耳其大国民议会才會考慮批准入盟議定書。芬蘭、瑞典和土耳其於2022年8月26日在芬蘭萬塔舉行了首次三方備忘錄會議，第二次備忘錄會議則於2022年11月25日在瑞典斯德哥爾摩舉行。
2022年8月26日，負責芬蘭北約成員身份的首席談判代表尤卡·薩洛瓦拉在萬塔三方備忘錄會議後發表聲明稱他們與土耳其達成深刻共識。2022年12月8日，芬蘭國防部長安提·凱科寧在訪問土耳其期間與土耳其國防部長胡卢西·阿卡爾舉行的記者會上表示，芬蘭一貫譴責恐怖主義，並表示芬蘭全力聲援土耳其打擊恐怖主義。截至當年11月，芬蘭的入盟議定書已獲得30個成員國中的28國批准，只有匈牙利和土耳其尚未批准。2022年11月24日，匈牙利总理奧班·維克多宣布支持瑞典和芬蘭加入北約，並承諾匈牙利會在隔年1月批准入盟議定書。由於芬蘭和瑞典的入盟爭議，美國非正式地推延了土耳其購買F-16戰隼戰鬥機的計劃。在申請過程中，瑞典經大選上任的中右翼新政府承諾會繼續北約入盟流程，重申與芬蘭同進退，並暗示他們將更有能力滿足土耳其的要求。
2023年1月8日，芬蘭外交部長佩卡·哈維斯托對記者表示：「芬蘭並不急於加入北約，我們已經等不及瑞典獲得批准了」。哈維斯托還表示瑞典和芬蘭議會的代表預計將於一月份訪問安卡拉，三國之間的另一次會議定於春季舉行。2023年1月23日，土耳其國防部長胡盧西·阿卡爾宣布，土耳其已全面履行土耳其-芬蘭-瑞典三方備忘錄，而芬蘭和瑞典尚未履行，土耳其希望兩國能遵守。2023年1月24日，哈維斯托宣布芬蘭與瑞典和土耳其的三邊備忘錄談判可能延到土耳其的議會和總統大選結束之後舉行。土耳其-芬蘭-瑞典三方備忘錄第三次會議原定於2月在比利時首都布魯塞爾舉行，但應土耳其要求無限期取消。1月下旬，芬蘭解除了對土耳其的武器出口禁令。2023年2月1日，土耳其總統艾爾段宣布土耳其對芬蘭入盟持正面態度，但對瑞典則否，因為瑞典允許焚燒《古兰经》的極右翼政治家拉斯穆斯·帕魯丹舉行示威。
2023年3月，延斯·史托騰伯格敦促匈牙利和土耳其在7月峰會之前完成芬蘭和瑞典的議定書批准。匈牙利總理奧班在三月份表示，雖然他和他的青民盟支持芬蘭和瑞典加入北約，他拒絕批准兩國的議定書，因為兩國支持歐盟出於對匈牙利法治和腐敗的擔憂而凍結其資金的決定。歐爾班表示：「當他們公然散佈有關匈牙利、匈牙利法治、民主和這裡生活的謊言時，要求我們讓他們加入是不對的」。匈牙利代表團被派往兩國討論這一問題。土耳其-芬蘭-瑞典三方備忘錄第三次會議於2023年3月9日舉行，第四次會議於2023年6月14日在土耳其首都安卡拉舉行。2023年3月15日，芬蘭總統尼尼斯托宣布土耳其已就芬蘭的申請做出決定，並邀請他在安卡拉會見艾爾段總統，艾爾段和土耳其官員均表示芬蘭的議定書將獲得批准。土耳其官員表示，芬蘭的議定書「極有可能」在四月中旬、即土耳其大選之前獲得批准，此外對芬蘭議定書的批准將獨立於對瑞典議定書的批准。艾爾段也於3月17日公開宣布，他將放棄對芬蘭加入北約的反對，並表示目標是在2023年土耳其大選之前正式批准芬蘭入盟。2023年5月10日，芬蘭外交部長哈維斯托在接受德國《每日鏡報》採訪時表示，芬蘭並不會將土耳其眼中的恐怖組織YPG視為恐怖組織。

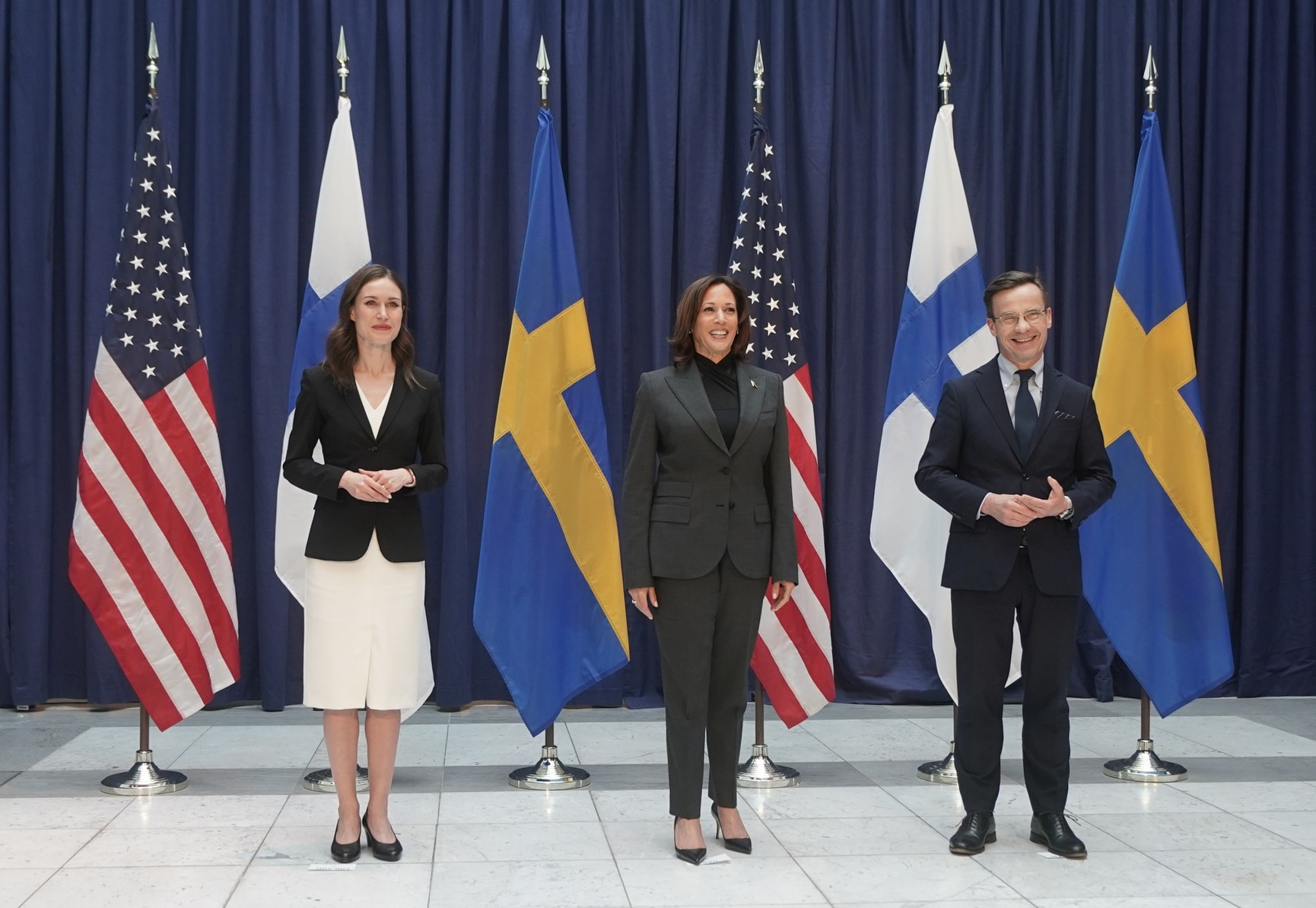
左至右：芬蘭總理桑娜·马林、美國副總統賀錦麗和瑞典首相乌尔夫·克里斯特松在第59屆慕尼黑安全會議上

雖然芬蘭總理馬林最初表示：「當然，芬蘭和瑞典攜手加入北約對我們來說非常重要」，但隨著土耳其繼續刁難瑞典以及芬蘭四月份的選舉將至，芬蘭政府決定在所有北約成員國都批准其議定書的情況下獨立繼續入盟流程。2023年3月1日，芬蘭議會以184票贊成、7票反對的結果批准芬蘭加入北約。2023年3月23日，芬蘭總統尼尼斯托簽署芬蘭批准書，表示總統同意。
2023年3月17日宣布，匈牙利立法機關將於2023年3月27日投票批准芬蘭加入北約，執政黨青民盟的議員們將一致支持芬蘭加入北約。2023年3月27日，匈牙利議會批准了芬蘭的議定書。
2023年3月31日，土耳其議會批准芬蘭加入北約，為其掃清了入盟的所有障礙。2023年4月1日，艾爾段正式簽署並批准土耳其議會批准芬蘭入盟的決定。芬蘭於2023年4月4日成為北約的正式成員，剛好是在《北大西洋公約》簽署與北約建立的整整74年後。在芬蘭國歌奏響之下，布魯塞爾的北約總部、蒙斯的欧洲盟军最高司令部和維吉尼亞州諾福克的諾福克聯合部隊司令部同時升起芬蘭國旗。作為對芬蘭入盟的反應，俄羅斯表示若北約向芬蘭派遣軍隊，俄羅斯將在芬蘭—俄羅斯邊界增兵。延斯·史托騰伯格則表示，北約不會在未經芬蘭政府的同意下在芬蘭駐軍。芬蘭加入北約的正式儀式結束後，芬蘭外交部長哈維斯托隨即提交了芬蘭對瑞典入盟議定書的批准。 
| 事件             | 日期          | 參考    |
| ---------------- | ------------- | ------- |
| 和平伙伴关系计划 | 1994年5月9日  | [ 221 ] |
| 遞交申請         | 2022年5月18日 | [ 222 ] |
| 邀請加入         | 2022年6月29日 | [ 179 ] |
| 加入協議         | 2022年7月5日  | [ 223 ] |
| 國內批准         | 2023年3月23日 | [ 214 ] |
| 條約生效         | 2023年4月4日  | [ 224 ] |
| 正式成員         | 2023年4月4日  | [ 225 ] |

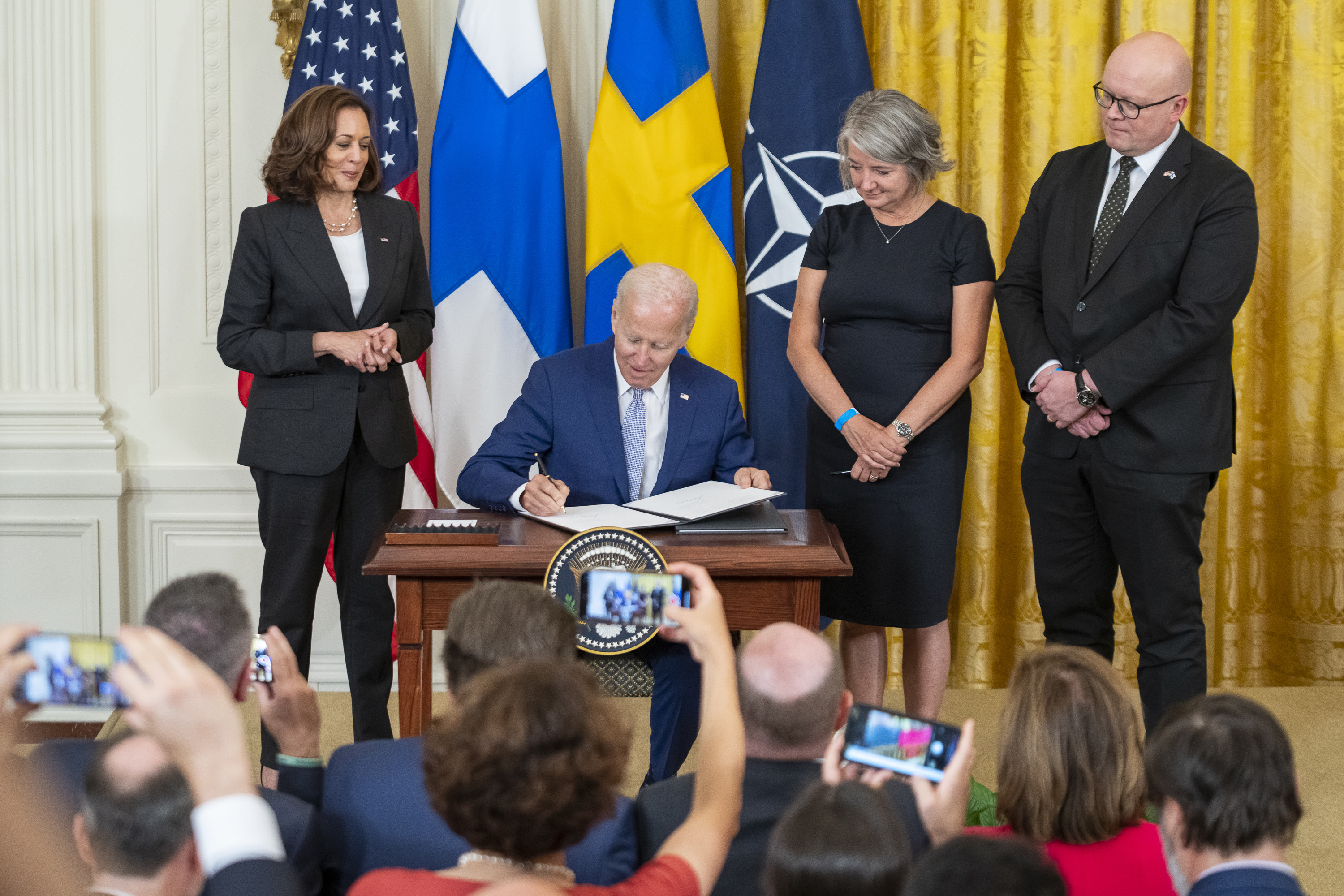
美國總統拜登於2022年8月9日簽署批准書，批准芬蘭和瑞典加入北約
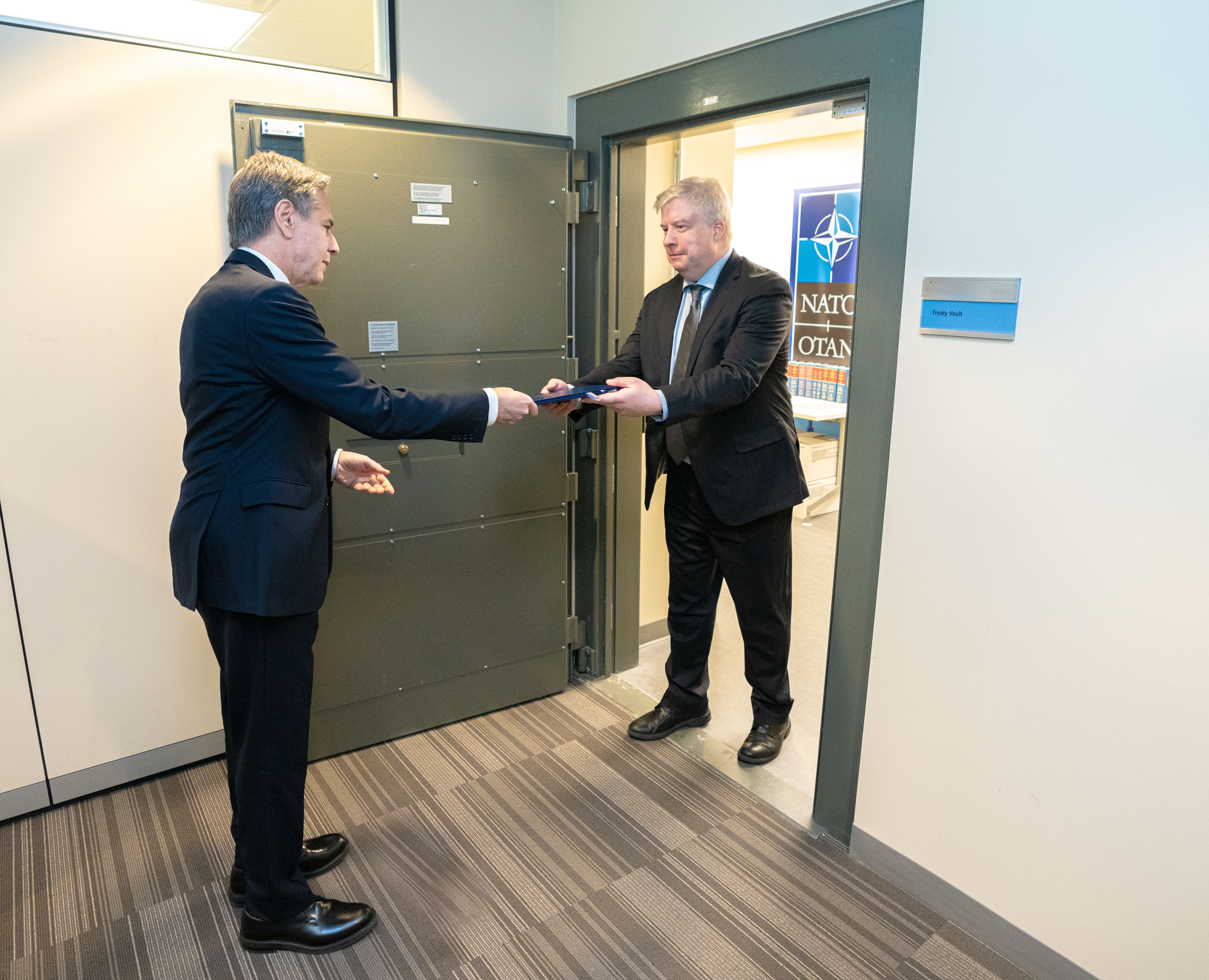
美國國務卿安東尼·布林肯於2022年8月向北大西洋公約保存人交付美國批准書。
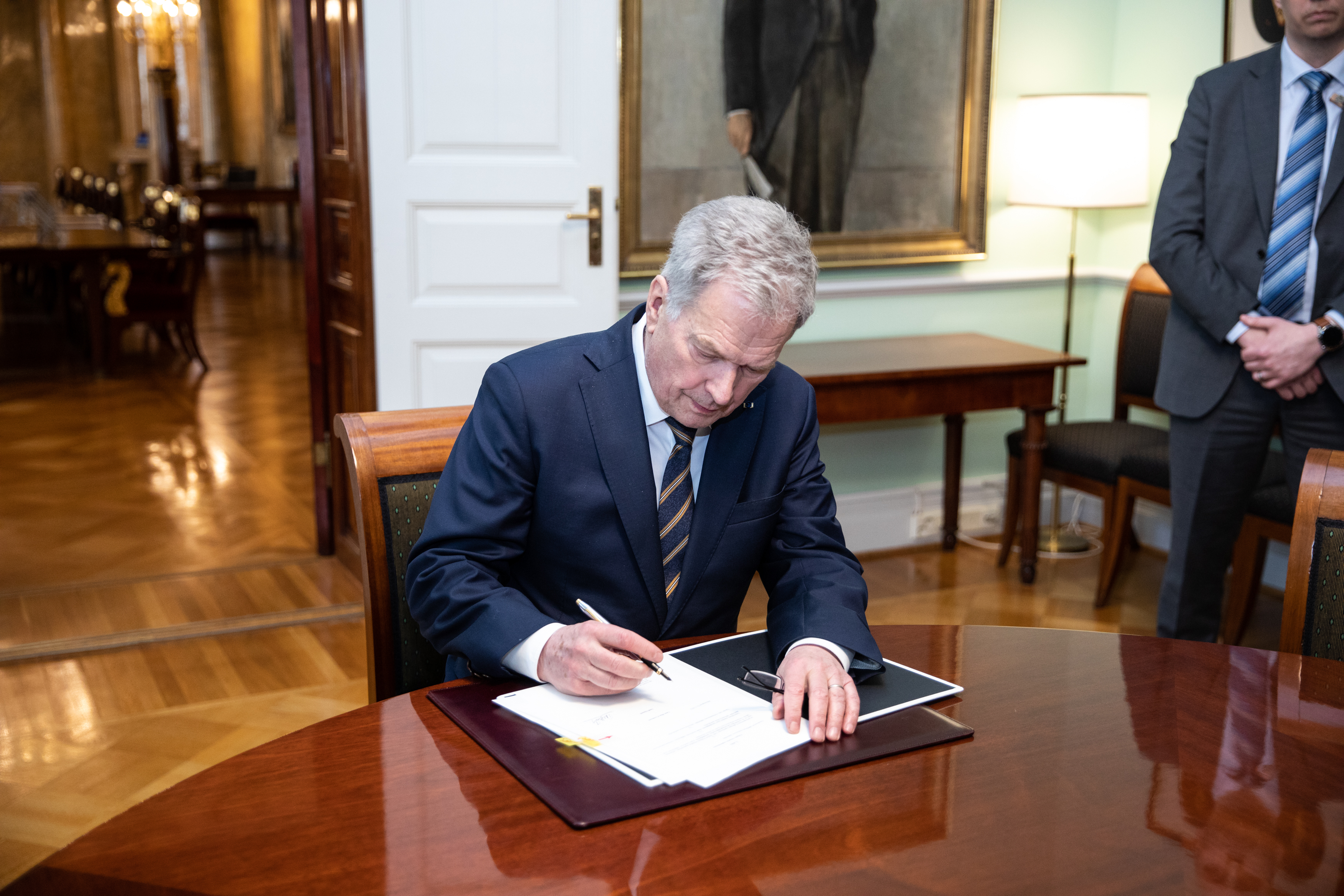
芬蘭總統尼尼斯托簽署並確認了芬蘭議會於2023年3月23日批准的關於芬蘭加入北約的法案。
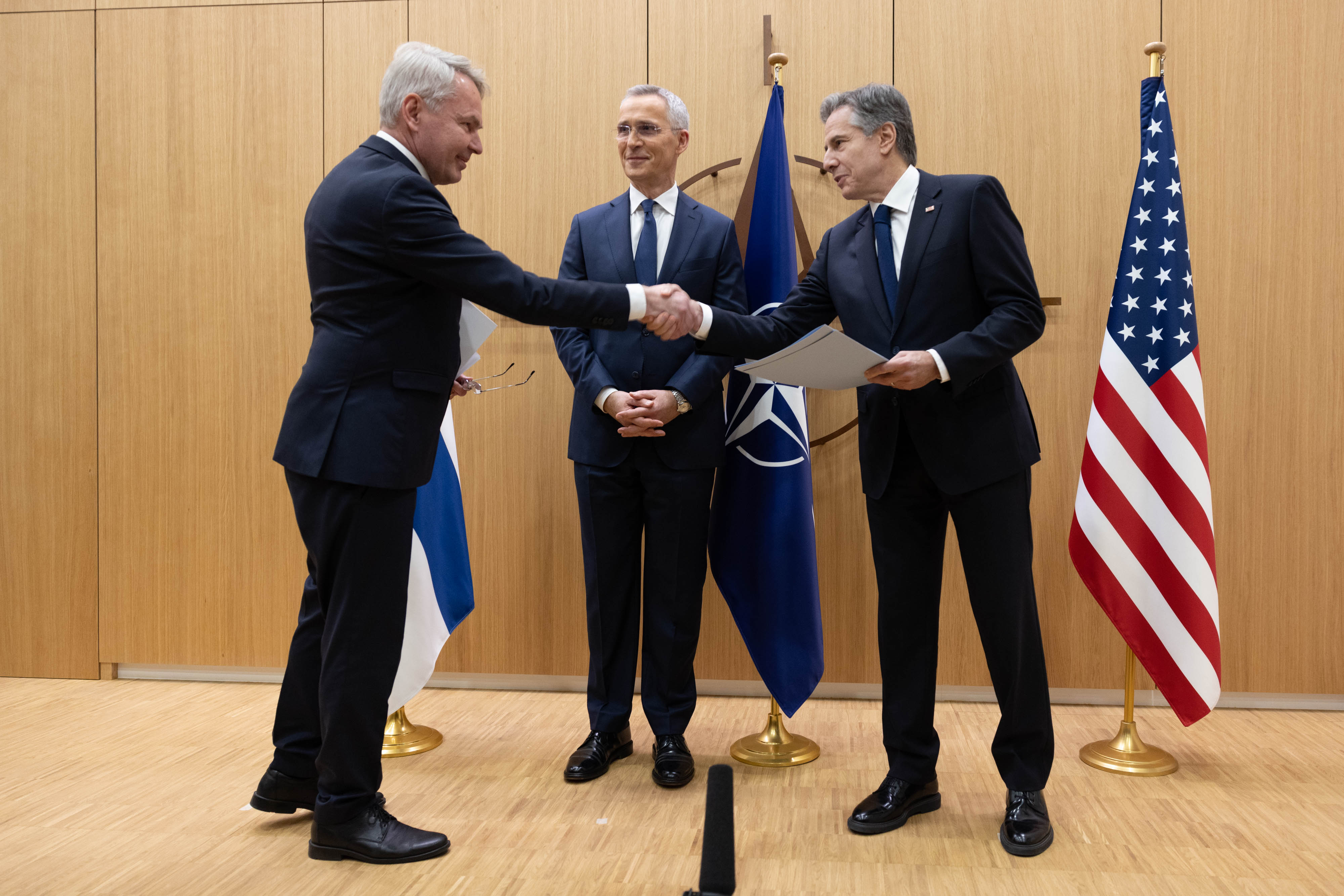
美國國務卿布林肯在北約總部與芬蘭交換批准書。與此同時，所有北約條款正式在芬蘭生效。
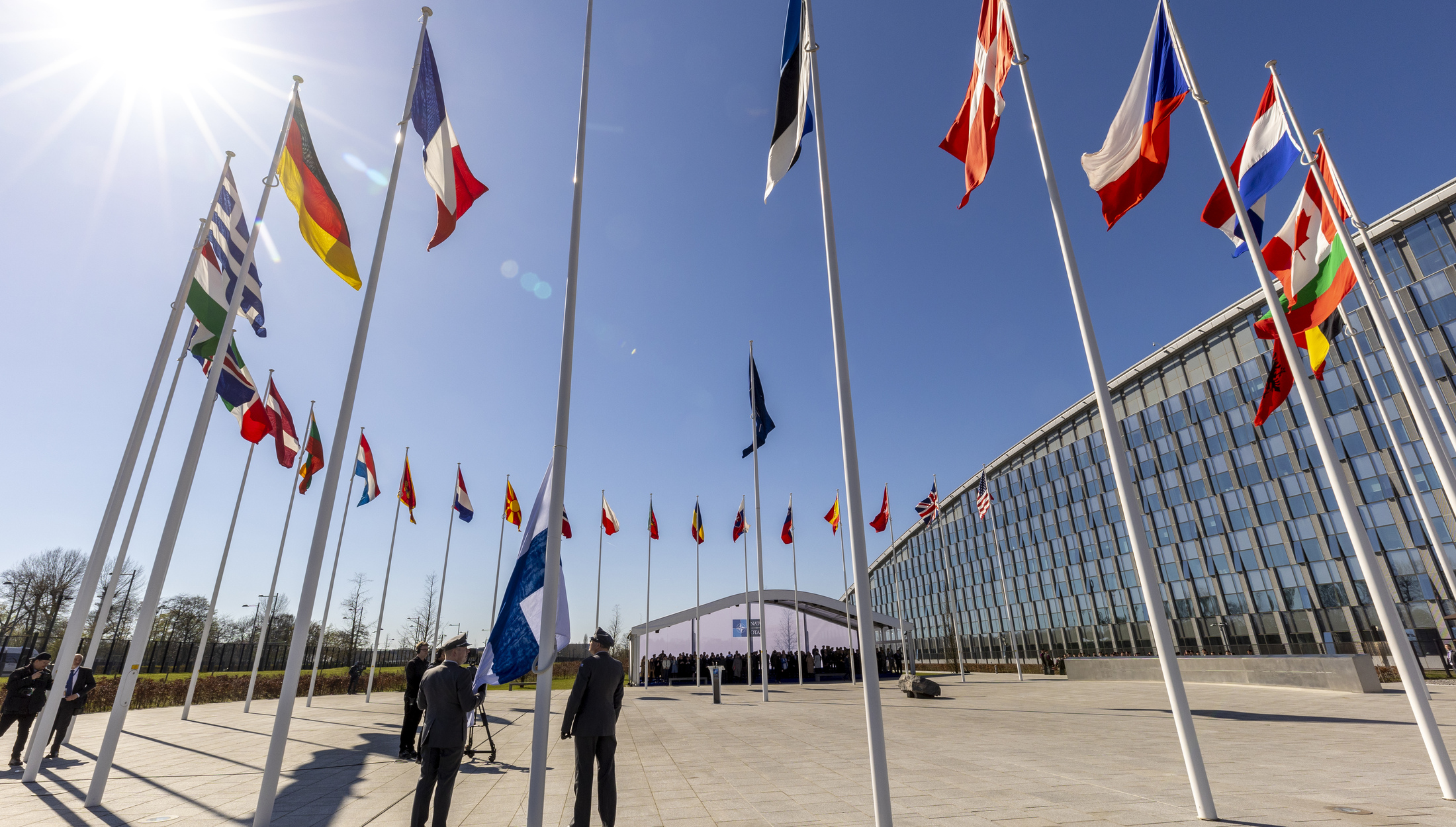
芬兰国旗於2023年4月4日在布魯塞爾的北約總部升起。
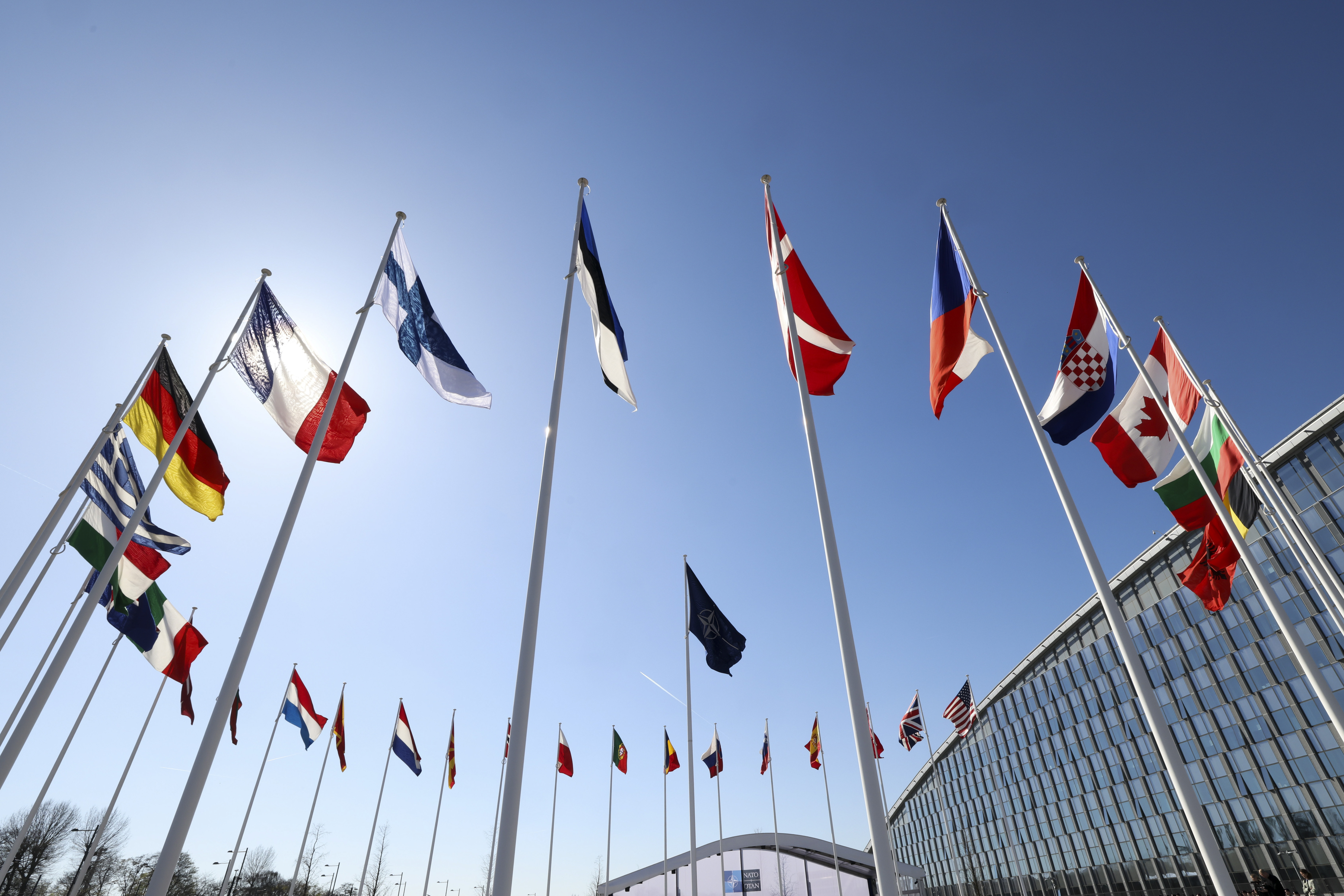
在北約總部與其他北約成員國的國旗一起飄揚的芬蘭國旗。

#### 批准程序
| 簽署國        | 日期          | 機關             | 同意 | 反對 | AB   | 存入           |
| ------------- | ------------- | ---------------- | ---- | ---- | ---- | -------------- |
| 阿尔巴尼亚    | 2022年7月7日  | 議會             | 114  | 0    | 0    | 2022年8月11日  |
| 阿尔巴尼亚    | 2022年7月10日 | 總統同意         | 批准 | 批准 | 批准 | 2022年8月11日  |
| 比利时        | 2022年7月20日 | 眾議院           | 121  | 11   | 0    | 2022年8月11日  |
| 比利时        | 2022年7月21日 | 王室同意         | 批准 | 批准 | 批准 | 2022年8月11日  |
| 保加利亚      | 2022年7月13日 | 國民議會         | 195  | 11   | 0    | 2022年8月9日   |
| 保加利亚      | 2022年7月18日 | 總統同意         | 批准 | 批准 | 批准 | 2022年8月9日   |
| 加拿大        | 2022年7月5日  | 政府             | 批准 | 批准 | 批准 | 2022年7月5日   |
|               | 2022年7月15日 | 國會             | 124  | 3    | 0    | 2022年8月25日  |
| 2022年7月19日 | 總統同意      | 批准             | 批准 | 批准 |      | 2022年8月25日  |
| 捷克          | 2022年8月27日 | 眾議院           | 134  | 4    | 14   | 2022年9月19日  |
| 捷克          | 2022年8月10日 | 參議院           | 64   | 0    | 1    | 2022年9月19日  |
| 捷克          | 2022年8月31日 | 總統同意         | 批准 | 批准 | 批准 | 2022年9月19日  |
| 丹麦          | 2022年6月7日  | 議會             | 95   | 0    | 0    | 2022年7月5日   |
| 爱沙尼亚      | 2022年7月6日  | 國會             | 79   | 0    | 3    | 2022年7月22日  |
| 爱沙尼亚      | 2022年7月6日  | 總統同意         | 批准 | 批准 | 批准 | 2022年7月22日  |
| 法國          | 2022年8月2日  | 國民議會         | 209  | 46   | 53   | 2022年8月16日  |
| 法國          | 2022年7月21日 | 參議院           | 323  | 17   | 8    | 2022年8月16日  |
| 法國          | 2022年8月5日  | 總統同意         | 批准 | 批准 | 批准 | 2022年8月16日  |
| 德国          | 2022年7月8日  | 聯邦議院         | 通過 | 通過 | 通過 | 2022年7月20日  |
| 德国          | 2022年7月8日  | 聯邦參議院       | 通過 | 通過 | 通過 | 2022年7月20日  |
| 德国          | 2022年7月11日 | 總統同意         | 批准 | 批准 | 批准 | 2022年7月20日  |
| 希腊          | 2022年9月15日 | 議會             | 通過 | 通過 | 通過 | 2022年10月14日 |
| 希腊          | 2022年9月15日 | 總統頒布         | 批准 | 批准 | 批准 | 2022年10月14日 |
| 匈牙利        | 2023年3月27日 | 國民議會         | 182  | 6    | 0    | 2023年3月31日  |
| 匈牙利        | 2023年3月28日 | 總統同意         | 批准 | 批准 | 批准 | 2023年3月31日  |
| 冰島          | 2022年6月7日  | 議會             | 44   | 0    | 5    | 2022年7月6日   |
| 冰島          | 2022年7月5日  | 總統同意         | 批准 | 批准 | 批准 | 2022年7月6日   |
| 義大利        | 2022年8月2日  | 眾議院           | 398  | 20   | 9    | 2022年8月17日  |
| 義大利        | 2022年8月3日  | 參議院           | 202  | 13   | 2    | 2022年8月17日  |
| 義大利        | 2022年8月5日  | 總統同意         | 批准 | 批准 | 批准 | 2022年8月17日  |
| 拉脫維亞      | 2022年7月14日 | 議會             | 77   | 0    | 0    | 2022年7月22日  |
| 拉脫維亞      | 2022年7月15日 | 總統同意         | 批准 | 批准 | 批准 | 2022年7月22日  |
| 立陶宛        | 2022年7月20日 | 議會             | 113  | 0    | 0    | 2022年8月4日   |
| 立陶宛        | 2022年7月20日 | 總統同意         | 批准 | 批准 | 批准 | 2022年8月4日   |
| 盧森堡        | 2022年7月12日 | 眾議院           | 58   | 0    | 2    | 2022年8月9日   |
| 盧森堡        | 2022年7月22日 | 大公頒布         | 批准 | 批准 | 批准 | 2022年8月9日   |
| 蒙特內哥羅    | 2022年7月28日 | 國會             | 57   | 2    | 11   | 2022年9月13日  |
| 蒙特內哥羅    | 2022年8月1日  | 總統同意         | 批准 | 批准 | 批准 | 2022年9月13日  |
| 荷蘭          | 2022年7月7日  | 國會二院         | 142  | 8    | 0    | 2022年7月20日  |
| 荷蘭          | 2022年7月12日 | 國會一院         | 71   | 1    | 0    | 2022年7月20日  |
| 荷蘭          | 2022年7月13日 | 王室頒布         | 批准 | 批准 | 批准 | 2022年7月20日  |
| 北馬其頓      | 2022年7月27日 | 議會             | 103  | 2    | 0    | 2022年8月22日  |
| 北馬其頓      | 2022年7月27日 | 總統同意         | 批准 | 批准 | 批准 | 2022年8月22日  |
| 挪威          | 2022年6月16日 | 議會             | 98   | 4    | 0    | 2022年7月7日   |
| 挪威          | 2022年6月22日 | 王室同意         | 批准 | 批准 | 批准 | 2022年7月7日   |
| 波蘭          | 2022年7月7日  | 眾議院           | 440  | 1    | 1    | 2022年8月3日   |
| 波蘭          | 2022年7月20日 | 參議院           | 98   | 0    | 0    | 2022年8月3日   |
| 波蘭          | 2022年7月22日 | 總統同意         | 批准 | 批准 | 批准 | 2022年8月3日   |
| 葡萄牙        | 2022年9月16日 | 議會             | 219  | 11   | 0    | 2022年10月11日 |
| 葡萄牙        | 2022年9月19日 | 總統同意         | 批准 | 批准 | 批准 | 2022年10月11日 |
| 羅馬尼亞      | 2022年7月20日 | 眾議院           | 227  | 0    | 3    | 2022年8月22日  |
| 羅馬尼亞      | 2022年7月20日 | 參議院           | 94   | 0    | 0    | 2022年8月22日  |
| 羅馬尼亞      | 2022年7月22日 | 總統同意         | 批准 | 批准 | 批准 | 2022年8月22日  |
| 斯洛伐克      | 2022年9月27日 | 國民議會         | 126  | 15   | 1    | 2022年10月4日  |
| 斯洛伐克      | 2022年9月28日 | 總統同意         | 批准 | 批准 | 批准 | 2022年10月4日  |
| 斯洛維尼亞    | 2022年7月14日 | 國民議會         | 76   | 5    | 0    | 2022年8月24日  |
| 斯洛維尼亞    | 2022年7月22日 | 總統同意         | 批准 | 批准 | 批准 | 2022年8月24日  |
| 西班牙        | 2022年9月15日 | 眾議院           | 290  | 11   | 47   | 2022年10月6日  |
| 西班牙        | 2022年9月21日 | 參議院           | 245  | 1    | 17   | 2022年10月6日  |
| 西班牙        | 2022年9月27日 | 王室同意         | 批准 | 批准 | 批准 | 2022年10月6日  |
| 土耳其        | 2023年3月30日 | 大國民議會       | 276  | 0    | 0    | 2023年4月4日   |
| 土耳其        | 2023年3月31日 | 總統同意（立法） | 批准 | 批准 | 批准 | 2023年4月4日   |
| 土耳其        | 2023年4月1日  | 總統同意（行政） | 批准 | 批准 | 批准 | 2023年4月4日   |
| 英国          | 2022年7月5日  | 政府             | 批准 | 批准 | 批准 | 2022年7月8日   |
| 美国          | 2022年8月3日  | 參議院           | 95   | 1    | 1    | 2022年8月18日  |
| 美国          | 2022年8月9日  | 總統同意         | 批准 | 批准 | 批准 | 2022年8月18日  |

| 簽署國 | 日期          | 機關              | 贊成 | 反對 | AB   | 存入         |
| ------ | ------------- | ----------------- | ---- | ---- | ---- | ------------ |
| 芬兰   | 2022年5月17日 | 議會 （申請動議） | 188  | 8    | 3    | 2023年4月4日 |
| 芬兰   | 2023年3月1日  | 議會 （入盟）     | 184  | 7    | 8    | 2023年4月4日 |
| 芬兰   | 2023年3月23日 | 總統同意 （入盟） | 批准 | 批准 | 批准 | 2023年4月4日 |

備註
1. ↑  據加拿大外交部長梅蘭妮·喬莉所示：「根據加拿大的制度，政府、行政部門擁有管轄權，無需通過國會[獲得批准]」這是因為批准條約是君主的皇室特權。[233]
2. ↑  投票是以政黨進行的，而不是由議員個人投票決定。贊成黨：德國社民黨、綠黨、自由民主黨、基民盟/基社盟、德國另類選擇。反對黨：左翼黨。[245]
3. ↑  全員一致同意。
4. ↑  投票是以政黨進行的，而不是由議員個人投票決定。贊成黨：新民主黨、激左盟、PASOK-KINAL。反對黨：希共、希腊方案、MeRA25。[249]
5. ↑  羅伯特·溫尼茨基（英语：Robert Winnicki）後來發表聲明稱，他以為這是對另一項立法的投票所以錯投了反對票。[273]溫尼茨基在當天投票批准瑞典的議定書。
6. ↑  在英國，批准條約是君主的皇家特權，因此議會在批准條約方面沒有任何作用或權力，但《2010年憲法改革及管治法（英语：Constitutional Reform and Governance Act 2010）》和「龐桑比規則（英语：Ponsonby Rule）」要求條約在君主批准之前，必須連同解釋性備忘錄一起提交議會審理。[293]

## 與其他成員國的關係
- 阿爾巴尼亞（英语：Foreign relations of Finland）
- 比利時（英语：Foreign relations of Belgium）
- 保加利亞（英语：Foreign relations of Bulgaria）
- 加拿大（英语：Canada–Finland relations）
- 克羅埃西亞（英语：Croatia–Finland relations）
- 捷克（英语：Foreign relations of the Czech Republic）
- 丹麥（英语：Denmark–Finland relations）
- 愛沙尼亞
- 法國（英语：Finland–France relations）
- 德國（英语：Finland–Germany relations）
- 希臘（英语：Finland–Greece relations）
- 匈牙利（英语：Finland–Hungary relations）
- 冰島（英语：Finland–Iceland relations）
- 義大利
- 拉脫維亞（英语：Finland–Latvia relations）
- 立陶宛（英语：Foreign relations of Finland）
- 盧森堡（英语：Foreign relations of Finland）
- 蒙特內哥羅（英语：Foreign relations of Finland）
- 荷蘭（英语：Finland–Netherlands relations）
- 北馬其頓（英语：Foreign relations of Finland）
- 挪威（英语：Finland–Norway relations）
- 波蘭（英语：Finland–Poland relations）
- 葡萄牙（英语：Foreign relations of Finland）
- 羅馬尼亞（英语：Foreign relations of Finland）
- 斯洛伐克（英语：Foreign relations of Finland）
- 斯洛維尼亞（英语：Foreign relations of Finland）
- 西班牙（英语：Finland–Spain relations）
- 瑞典（英语：Finland–Sweden relations）
- 土耳其
- 英國（英语：Foreign relations of Finland）
- 美國（英语：Finland–United States relations）